# Lista de asteroides (342001-343000)
Esta é uma lista parcial de asteroides, do asteroide número 342001 até o 343000, inclusive. Veja também o índice com todas as listas disponíveis.

| Objeto Próximos à Terra | Cinturão de asteroides (interno) | Cinturão de asteroides (externo) | Centauro       |
| Cruzador de Marte       | Cinturão de asteroides (meio)    | Troianos de Júpiter              | Transnetuniano |

Veja mais dados de cada asteroide na ligação externa para o Minor Planet Center na última coluna.
Índice: 342001... 342101... 342201... 342301... 342401... 342501... 342601... 342701... 342801... 342901... 

## 342001–342100
| Designação     | Designação | Descoberta  | Descoberta       | Descobridor(es)     | Categoria | Mais informações / Referência |
| Permanente     | Provisória | Data        | Local            | Descobridor(es)     | Categoria | Mais informações / Referência |
| -------------- | ---------- | ----------- | ---------------- | ------------------- | --------- | ----------------------------- |
| 342001         | 2008 RJ34  | 2 set 2008  | Kitt Peak        | Spacewatch          | —         | MPC                           |
| 342002         | 2008 RO34  | 2 set 2008  | Kitt Peak        | Spacewatch          | —         | MPC                           |
| 342003         | 2008 RV34  | 2 set 2008  | Kitt Peak        | Spacewatch          | —         | MPC                           |
| 342004         | 2008 RL35  | 2 set 2008  | Kitt Peak        | Spacewatch          | —         | MPC                           |
| 342005         | 2008 RS35  | 2 set 2008  | Kitt Peak        | Spacewatch          | —         | MPC                           |
| 342006         | 2008 RS36  | 2 set 2008  | Kitt Peak        | Spacewatch          | —         | MPC                           |
| 342007         | 2008 RQ42  | 2 set 2008  | Kitt Peak        | Spacewatch          | —         | MPC                           |
| 342008         | 2008 RY46  | 2 set 2008  | Kitt Peak        | Spacewatch          | —         | MPC                           |
| 342009         | 2008 RJ47  | 2 set 2008  | La Sagra         | Mallorca Obs.       | —         | MPC                           |
| 342010         | 2008 RX56  | 3 set 2008  | Kitt Peak        | Spacewatch          | —         | MPC                           |
| 342011         | 2008 RK63  | 4 set 2008  | Kitt Peak        | Spacewatch          | —         | MPC                           |
| 342012         | 2008 RL65  | 4 set 2008  | Kitt Peak        | Spacewatch          | —         | MPC                           |
| 342013         | 2008 RX69  | 5 set 2008  | Kitt Peak        | Spacewatch          | —         | MPC                           |
| 342014         | 2008 RM72  | 6 set 2008  | Mount Lemmon     | Mount Lemmon Survey | —         | MPC                           |
| 342015         | 2008 RQ74  | 6 set 2008  | Catalina         | CSS                 | —         | MPC                           |
| 342016         | 2008 RN78  | 10 set 2008 | Siding Spring    | SSS                 | —         | MPC                           |
| 342017 Ramonin | 2008 RA80  | 12 set 2008 | La Cañada        | J. Lacruz           | —         | MPC                           |
| 342018         | 2008 RY80  | 3 set 2008  | Kitt Peak        | Spacewatch          | —         | MPC                           |
| 342019         | 2008 RG84  | 4 set 2008  | Kitt Peak        | Spacewatch          | —         | MPC                           |
| 342020         | 2008 RW88  | 5 set 2008  | Kitt Peak        | Spacewatch          | —         | MPC                           |
| 342021         | 2008 RM93  | 6 set 2008  | Kitt Peak        | Spacewatch          | —         | MPC                           |
| 342022         | 2008 RK95  | 7 set 2008  | Catalina         | CSS                 | —         | MPC                           |
| 342023         | 2008 RO96  | 7 set 2008  | Mount Lemmon     | Mount Lemmon Survey | —         | MPC                           |
| 342024         | 2008 RH98  | 7 set 2008  | Skylive          | F. Tozzi            | —         | MPC                           |
| 342025         | 2008 RM99  | 2 set 2008  | Kitt Peak        | Spacewatch          | —         | MPC                           |
| 342026         | 2008 RY99  | 2 set 2008  | Kitt Peak        | Spacewatch          | —         | MPC                           |
| 342027         | 2008 RV100 | 5 set 2008  | Kitt Peak        | Spacewatch          | —         | MPC                           |
| 342028         | 2008 RX101 | 2 set 2008  | Kitt Peak        | Spacewatch          | —         | MPC                           |
| 342029         | 2008 RH103 | 5 set 2008  | Kitt Peak        | Spacewatch          | —         | MPC                           |
| 342030         | 2008 RE106 | 6 set 2008  | Catalina         | CSS                 | —         | MPC                           |
| 342031         | 2008 RA108 | 9 set 2008  | Catalina         | CSS                 | —         | MPC                           |
| 342032         | 2008 RT110 | 3 set 2008  | Kitt Peak        | Spacewatch          | —         | MPC                           |
| 342033         | 2008 RW111 | 4 set 2008  | Kitt Peak        | Spacewatch          | —         | MPC                           |
| 342034         | 2008 RF112 | 4 set 2008  | Kitt Peak        | Spacewatch          | —         | MPC                           |
| 342035         | 2008 RR113 | 6 set 2008  | Kitt Peak        | Spacewatch          | —         | MPC                           |
| 342036         | 2008 RB114 | 6 set 2008  | Mount Lemmon     | Mount Lemmon Survey | —         | MPC                           |
| 342037         | 2008 RT114 | 6 set 2008  | Mount Lemmon     | Mount Lemmon Survey | —         | MPC                           |
| 342038         | 2008 RG115 | 6 set 2008  | Catalina         | CSS                 | —         | MPC                           |
| 342039         | 2008 RP116 | 7 set 2008  | Mount Lemmon     | Mount Lemmon Survey | —         | MPC                           |
| 342040         | 2008 RT116 | 7 set 2008  | Mount Lemmon     | Mount Lemmon Survey | —         | MPC                           |
| 342041         | 2008 RJ117 | 9 set 2008  | Catalina         | CSS                 | Phocaea   | MPC                           |
| 342042         | 2008 RT118 | 9 set 2008  | Mount Lemmon     | Mount Lemmon Survey | —         | MPC                           |
| 342043         | 2008 RW119 | 3 set 2008  | Kitt Peak        | Spacewatch          | —         | MPC                           |
| 342044         | 2008 RE120 | 7 set 2008  | Catalina         | CSS                 | —         | MPC                           |
| 342045         | 2008 RD121 | 2 set 2008  | Kitt Peak        | Spacewatch          | —         | MPC                           |
| 342046         | 2008 RQ125 | 22 ago 2004 | Siding Spring    | SSS                 | —         | MPC                           |
| 342047         | 2008 RG130 | 7 set 2008  | Mount Lemmon     | Mount Lemmon Survey | Phocaea   | MPC                           |
| 342048         | 2008 RX130 | 4 set 2008  | Kitt Peak        | Spacewatch          | —         | MPC                           |
| 342049         | 2008 RN131 | 10 mar 2007 | Mount Lemmon     | Mount Lemmon Survey | Mitidika  | MPC                           |
| 342050         | 2008 RY134 | 2 set 2008  | Kitt Peak        | Spacewatch          | —         | MPC                           |
| 342051         | 2008 RL135 | 3 set 2008  | Kitt Peak        | Spacewatch          | —         | MPC                           |
| 342052         | 2008 RD140 | 8 set 2008  | Kitt Peak        | Spacewatch          | —         | MPC                           |
| 342053         | 2008 RO144 | 3 set 2008  | Kitt Peak        | Spacewatch          | —         | MPC                           |
| 342054         | 2008 RQ145 | 5 set 2008  | Kitt Peak        | Spacewatch          | —         | MPC                           |
| 342055         | 2008 RV146 | 4 set 2008  | Socorro          | LINEAR              | —         | MPC                           |
| 342056         | 2008 RX146 | 8 set 2008  | Kitt Peak        | Spacewatch          | —         | MPC                           |
| 342057         | 2008 SE2   | 20 set 2008 | Goodricke-Pigott | R. A. Tucker        | —         | MPC                           |
| 342058         | 2008 SM5   | 22 set 2008 | Socorro          | LINEAR              | —         | MPC                           |
| 342059         | 2008 SM9   | 22 set 2008 | Socorro          | LINEAR              | —         | MPC                           |
| 342060         | 2008 SW9   | 10 jul 2004 | Palomar          | NEAT                | —         | MPC                           |
| 342061         | 2008 ST13  | 19 set 2008 | Kitt Peak        | Spacewatch          | —         | MPC                           |
| 342062         | 2008 SK17  | 19 set 2008 | Kitt Peak        | Spacewatch          | —         | MPC                           |
| 342063         | 2008 SY19  | 19 set 2008 | Kitt Peak        | Spacewatch          | —         | MPC                           |
| 342064         | 2008 SW21  | 19 set 2008 | Kitt Peak        | Spacewatch          | —         | MPC                           |
| 342065         | 2008 SG22  | 20 jun 2004 | Kitt Peak        | Spacewatch          | —         | MPC                           |
| 342066         | 2008 SJ22  | 19 set 2008 | Kitt Peak        | Spacewatch          | —         | MPC                           |
| 342067         | 2008 SD24  | 19 set 2008 | Kitt Peak        | Spacewatch          | —         | MPC                           |
| 342068         | 2008 SL24  | 19 set 2008 | Kitt Peak        | Spacewatch          | —         | MPC                           |
| 342069         | 2008 SE26  | 19 set 2008 | Kitt Peak        | Spacewatch          | —         | MPC                           |
| 342070         | 2008 SK29  | 19 set 2008 | Kitt Peak        | Spacewatch          | —         | MPC                           |
| 342071         | 2008 SU29  | 19 set 2008 | Kitt Peak        | Spacewatch          | —         | MPC                           |
| 342072         | 2008 SM31  | 20 set 2008 | Kitt Peak        | Spacewatch          | —         | MPC                           |
| 342073         | 2008 SN32  | 20 set 2008 | Kitt Peak        | Spacewatch          | —         | MPC                           |
| 342074         | 2008 SX33  | 20 set 2008 | Kitt Peak        | Spacewatch          | —         | MPC                           |
| 342075         | 2008 SY33  | 20 set 2008 | Kitt Peak        | Spacewatch          | —         | MPC                           |
| 342076         | 2008 SG34  | 20 set 2008 | Catalina         | CSS                 | —         | MPC                           |
| 342077         | 2008 SH36  | 20 set 2008 | Kitt Peak        | Spacewatch          | —         | MPC                           |
| 342078         | 2008 SY36  | 20 set 2008 | Mount Lemmon     | Mount Lemmon Survey | —         | MPC                           |
| 342079         | 2008 SG37  | 20 set 2008 | Kitt Peak        | Spacewatch          | —         | MPC                           |
| 342080         | 2008 SA40  | 20 set 2008 | Kitt Peak        | Spacewatch          | —         | MPC                           |
| 342081         | 2008 SU40  | 20 set 2008 | Catalina         | CSS                 | —         | MPC                           |
| 342082         | 2008 SY40  | 20 set 2008 | Catalina         | CSS                 | —         | MPC                           |
| 342083         | 2008 SR42  | 20 set 2008 | Kitt Peak        | Spacewatch          | —         | MPC                           |
| 342084         | 2008 ST43  | 20 set 2008 | Kitt Peak        | Spacewatch          | —         | MPC                           |
| 342085         | 2008 SC44  | 20 set 2008 | Kitt Peak        | Spacewatch          | —         | MPC                           |
| 342086         | 2008 SJ45  | 20 set 2008 | Kitt Peak        | Spacewatch          | —         | MPC                           |
| 342087         | 2008 SR45  | 20 set 2008 | Kitt Peak        | Spacewatch          | —         | MPC                           |
| 342088         | 2008 SQ46  | 20 set 2008 | Kitt Peak        | Spacewatch          | —         | MPC                           |
| 342089         | 2008 SK48  | 20 set 2008 | Mount Lemmon     | Mount Lemmon Survey | —         | MPC                           |
| 342090         | 2008 SE53  | 20 set 2008 | Mount Lemmon     | Mount Lemmon Survey | —         | MPC                           |
| 342091         | 2008 SO53  | 20 set 2008 | Mount Lemmon     | Mount Lemmon Survey | —         | MPC                           |
| 342092         | 2008 SL54  | 20 set 2008 | Mount Lemmon     | Mount Lemmon Survey | —         | MPC                           |
| 342093         | 2008 SL55  | 20 set 2008 | Mount Lemmon     | Mount Lemmon Survey | —         | MPC                           |
| 342094         | 2008 SD56  | 20 set 2008 | Kitt Peak        | Spacewatch          | —         | MPC                           |
| 342095         | 2008 ST57  | 20 set 2008 | Kitt Peak        | Spacewatch          | —         | MPC                           |
| 342096         | 2008 SZ57  | 7 set 2008  | Mount Lemmon     | Mount Lemmon Survey | —         | MPC                           |
| 342097         | 2008 SY60  | 20 set 2008 | Catalina         | CSS                 | —         | MPC                           |
| 342098         | 2008 SD61  | 20 set 2008 | Catalina         | CSS                 | —         | MPC                           |
| 342099         | 2008 SG62  | 21 set 2008 | Kitt Peak        | Spacewatch          | —         | MPC                           |
| 342100         | 2008 SZ63  | 21 set 2008 | Kitt Peak        | Spacewatch          | —         | MPC                           |

## 342101–342200
| Designação | Designação | Descoberta  | Descoberta        | Descobridor(es)     | Categoria | Mais informações / Referência |
| Permanente | Provisória | Data        | Local             | Descobridor(es)     | Categoria | Mais informações / Referência |
| ---------- | ---------- | ----------- | ----------------- | ------------------- | --------- | ----------------------------- |
| 342101     | 2008 SW64  | 21 set 2008 | Kitt Peak         | Spacewatch          | Ursula    | MPC                           |
| 342102     | 2008 SK65  | 6 set 2008  | Mount Lemmon      | Mount Lemmon Survey | —         | MPC                           |
| 342103     | 2008 SQ65  | 21 set 2008 | Mount Lemmon      | Mount Lemmon Survey | —         | MPC                           |
| 342104     | 2008 SS66  | 21 set 2008 | Catalina          | CSS                 | —         | MPC                           |
| 342105     | 2008 SA68  | 21 set 2008 | Catalina          | CSS                 | —         | MPC                           |
| 342106     | 2008 SG68  | 21 set 2008 | Mount Lemmon      | Mount Lemmon Survey | Phocaea   | MPC                           |
| 342107     | 2008 SF70  | 22 set 2008 | Mount Lemmon      | Mount Lemmon Survey | —         | MPC                           |
| 342108     | 2008 SL74  | 23 set 2008 | Catalina          | CSS                 | —         | MPC                           |
| 342109     | 2008 SA80  | 24 ago 2008 | Kitt Peak         | Spacewatch          | —         | MPC                           |
| 342110     | 2008 SB87  | 20 set 2008 | Kitt Peak         | Spacewatch          | —         | MPC                           |
| 342111     | 2008 SJ88  | 20 set 2008 | Mount Lemmon      | Mount Lemmon Survey | —         | MPC                           |
| 342112     | 2008 SO90  | 21 set 2008 | Kitt Peak         | Spacewatch          | —         | MPC                           |
| 342113     | 2008 SU93  | 21 set 2008 | Kitt Peak         | Spacewatch          | —         | MPC                           |
| 342114     | 2008 SF94  | 21 set 2008 | Kitt Peak         | Spacewatch          | —         | MPC                           |
| 342115     | 2008 SH95  | 6 set 2008  | Catalina          | CSS                 | —         | MPC                           |
| 342116     | 2008 SD96  | 21 set 2008 | Kitt Peak         | Spacewatch          | —         | MPC                           |
| 342117     | 2008 SP99  | 21 set 2008 | Kitt Peak         | Spacewatch          | —         | MPC                           |
| 342118     | 2008 SA102 | 21 set 2008 | Mount Lemmon      | Mount Lemmon Survey | —         | MPC                           |
| 342119     | 2008 SD103 | 21 set 2008 | Mount Lemmon      | Mount Lemmon Survey | —         | MPC                           |
| 342120     | 2008 SU103 | 21 set 2008 | Kitt Peak         | Spacewatch          | —         | MPC                           |
| 342121     | 2008 SJ104 | 21 set 2008 | Kitt Peak         | Spacewatch          | —         | MPC                           |
| 342122     | 2008 SC105 | 21 set 2008 | Kitt Peak         | Spacewatch          | —         | MPC                           |
| 342123     | 2008 SW111 | 22 set 2008 | Mount Lemmon      | Mount Lemmon Survey | —         | MPC                           |
| 342124     | 2008 SR116 | 22 set 2008 | Mount Lemmon      | Mount Lemmon Survey | —         | MPC                           |
| 342125     | 2008 SZ116 | 22 set 2008 | Mount Lemmon      | Mount Lemmon Survey | —         | MPC                           |
| 342126     | 2008 SQ117 | 22 set 2008 | Mount Lemmon      | Mount Lemmon Survey | —         | MPC                           |
| 342127     | 2008 SW118 | 22 set 2008 | Mount Lemmon      | Mount Lemmon Survey | —         | MPC                           |
| 342128     | 2008 SB119 | 22 set 2008 | Mount Lemmon      | Mount Lemmon Survey | —         | MPC                           |
| 342129     | 2008 SP120 | 22 set 2008 | Mount Lemmon      | Mount Lemmon Survey | —         | MPC                           |
| 342130     | 2008 SZ120 | 22 set 2008 | Mount Lemmon      | Mount Lemmon Survey | —         | MPC                           |
| 342131     | 2008 SS122 | 22 set 2008 | Mount Lemmon      | Mount Lemmon Survey | —         | MPC                           |
| 342132     | 2008 SK124 | 22 set 2008 | Mount Lemmon      | Mount Lemmon Survey | —         | MPC                           |
| 342133     | 2008 SY124 | 22 set 2008 | Mount Lemmon      | Mount Lemmon Survey | —         | MPC                           |
| 342134     | 2008 SB127 | 22 set 2008 | Kitt Peak         | Spacewatch          | —         | MPC                           |
| 342135     | 2008 SN127 | 22 set 2008 | Mount Lemmon      | Mount Lemmon Survey | —         | MPC                           |
| 342136     | 2008 SO127 | 22 set 2008 | Mount Lemmon      | Mount Lemmon Survey | —         | MPC                           |
| 342137     | 2008 SX127 | 22 set 2008 | Kitt Peak         | Spacewatch          | —         | MPC                           |
| 342138     | 2008 SY127 | 22 set 2008 | Kitt Peak         | Spacewatch          | —         | MPC                           |
| 342139     | 2008 SO128 | 22 set 2008 | Kitt Peak         | Spacewatch          | —         | MPC                           |
| 342140     | 2008 SH129 | 22 set 2008 | Kitt Peak         | Spacewatch          | —         | MPC                           |
| 342141     | 2008 SN129 | 22 set 2008 | Kitt Peak         | Spacewatch          | —         | MPC                           |
| 342142     | 2008 SP129 | 22 set 2008 | Kitt Peak         | Spacewatch          | —         | MPC                           |
| 342143     | 2008 SQ129 | 22 set 2008 | Kitt Peak         | Spacewatch          | —         | MPC                           |
| 342144     | 2008 SE130 | 22 set 2008 | Kitt Peak         | Spacewatch          | —         | MPC                           |
| 342145     | 2008 SQ131 | 22 set 2008 | Kitt Peak         | Spacewatch          | —         | MPC                           |
| 342146     | 2008 SV131 | 22 set 2008 | Kitt Peak         | Spacewatch          | —         | MPC                           |
| 342147     | 2008 SM132 | 22 set 2008 | Kitt Peak         | Spacewatch          | Phocaea   | MPC                           |
| 342148     | 2008 SX138 | 23 set 2008 | Kitt Peak         | Spacewatch          | —         | MPC                           |
| 342149     | 2008 SN139 | 23 set 2008 | Siding Spring     | SSS                 | —         | MPC                           |
| 342150     | 2008 SW139 | 24 set 2008 | Catalina          | CSS                 | —         | MPC                           |
| 342151     | 2008 SO142 | 24 set 2008 | Mount Lemmon      | Mount Lemmon Survey | —         | MPC                           |
| 342152     | 2008 SR142 | 24 set 2008 | Mount Lemmon      | Mount Lemmon Survey | Phocaea   | MPC                           |
| 342153     | 2008 SS142 | 24 set 2008 | Mount Lemmon      | Mount Lemmon Survey | —         | MPC                           |
| 342154     | 2008 SD143 | 24 set 2008 | Mount Lemmon      | Mount Lemmon Survey | —         | MPC                           |
| 342155     | 2008 ST143 | 24 set 2008 | Mount Lemmon      | Mount Lemmon Survey | —         | MPC                           |
| 342156     | 2008 SZ143 | 24 set 2008 | Mount Lemmon      | Mount Lemmon Survey | —         | MPC                           |
| 342157     | 2008 SD144 | 24 set 2008 | Mount Lemmon      | Mount Lemmon Survey | —         | MPC                           |
| 342158     | 2008 SX147 | 26 set 2008 | Bergisch Gladbach | W. Bickel           | —         | MPC                           |
| 342159     | 2008 SC149 | 29 set 2008 | Desert Moon       | B. L. Stevens       | —         | MPC                           |
| 342160     | 2008 SZ149 | 29 set 2008 | Dauban            | F. Kugel            | —         | MPC                           |
| 342161     | 2008 SR152 | 22 set 2008 | Socorro           | LINEAR              | —         | MPC                           |
| 342162     | 2008 SU154 | 22 set 2008 | Socorro           | LINEAR              | —         | MPC                           |
| 342163     | 2008 SO156 | 23 set 2008 | Socorro           | LINEAR              | —         | MPC                           |
| 342164     | 2008 SG159 | 24 set 2008 | Socorro           | LINEAR              | —         | MPC                           |
| 342165     | 2008 SC161 | 28 set 2008 | Socorro           | LINEAR              | —         | MPC                           |
| 342166     | 2008 SX162 | 28 set 2008 | Socorro           | LINEAR              | —         | MPC                           |
| 342167     | 2008 SB165 | 7 set 2008  | Mount Lemmon      | Mount Lemmon Survey | —         | MPC                           |
| 342168     | 2008 SC165 | 28 set 2008 | Socorro           | LINEAR              | —         | MPC                           |
| 342169     | 2008 SL165 | 28 set 2008 | Socorro           | LINEAR              | —         | MPC                           |
| 342170     | 2008 SE177 | 23 set 2008 | Mount Lemmon      | Mount Lemmon Survey | —         | MPC                           |
| 342171     | 2008 SB178 | 23 set 2008 | Kitt Peak         | Spacewatch          | —         | MPC                           |
| 342172     | 2008 SL180 | 24 set 2008 | Kitt Peak         | Spacewatch          | —         | MPC                           |
| 342173     | 2008 SM180 | 24 set 2008 | Kitt Peak         | Spacewatch          | —         | MPC                           |
| 342174     | 2008 SB182 | 24 set 2008 | Mount Lemmon      | Mount Lemmon Survey | —         | MPC                           |
| 342175     | 2008 SK182 | 24 set 2008 | Kitt Peak         | Spacewatch          | —         | MPC                           |
| 342176     | 2008 SW182 | 24 set 2008 | Mount Lemmon      | Mount Lemmon Survey | —         | MPC                           |
| 342177     | 2008 SE183 | 24 set 2008 | Mount Lemmon      | Mount Lemmon Survey | —         | MPC                           |
| 342178     | 2008 SJ184 | 24 set 2008 | Mount Lemmon      | Mount Lemmon Survey | —         | MPC                           |
| 342179     | 2008 SF185 | 24 set 2008 | Kitt Peak         | Spacewatch          | —         | MPC                           |
| 342180     | 2008 SL185 | 24 set 2008 | Kitt Peak         | Spacewatch          | —         | MPC                           |
| 342181     | 2008 SW185 | 25 set 2008 | Kitt Peak         | Spacewatch          | —         | MPC                           |
| 342182     | 2008 SZ186 | 25 set 2008 | Kitt Peak         | Spacewatch          | —         | MPC                           |
| 342183     | 2008 SX190 | 25 set 2008 | Mount Lemmon      | Mount Lemmon Survey | —         | MPC                           |
| 342184     | 2008 SO192 | 25 set 2008 | Kitt Peak         | Spacewatch          | —         | MPC                           |
| 342185     | 2008 SD195 | 25 set 2008 | Kitt Peak         | Spacewatch          | —         | MPC                           |
| 342186     | 2008 SN196 | 25 set 2008 | Kitt Peak         | Spacewatch          | —         | MPC                           |
| 342187     | 2008 SM198 | 25 set 2008 | Kitt Peak         | Spacewatch          | —         | MPC                           |
| 342188     | 2008 SH201 | 26 set 2008 | Kitt Peak         | Spacewatch          | —         | MPC                           |
| 342189     | 2008 SR201 | 6 set 2008  | Mount Lemmon      | Mount Lemmon Survey | —         | MPC                           |
| 342190     | 2008 SV202 | 26 set 2008 | Kitt Peak         | Spacewatch          | —         | MPC                           |
| 342191     | 2008 SX203 | 26 set 2008 | Kitt Peak         | Spacewatch          | —         | MPC                           |
| 342192     | 2008 SL204 | 26 set 2008 | Kitt Peak         | Spacewatch          | —         | MPC                           |
| 342193     | 2008 SQ205 | 26 set 2008 | Kitt Peak         | Spacewatch          | —         | MPC                           |
| 342194     | 2008 SO208 | 27 set 2008 | Mount Lemmon      | Mount Lemmon Survey | —         | MPC                           |
| 342195     | 2008 SV208 | 27 set 2008 | Mount Lemmon      | Mount Lemmon Survey | —         | MPC                           |
| 342196     | 2008 SK211 | 28 set 2008 | Mount Lemmon      | Mount Lemmon Survey | Phocaea   | MPC                           |
| 342197     | 2008 SE212 | 29 set 2008 | Mount Lemmon      | Mount Lemmon Survey | —         | MPC                           |
| 342198     | 2008 SM213 | 29 set 2008 | Kitt Peak         | Spacewatch          | —         | MPC                           |
| 342199     | 2008 SY216 | 29 set 2008 | Mount Lemmon      | Mount Lemmon Survey | —         | MPC                           |
| 342200     | 2008 SG218 | 30 set 2008 | La Sagra          | Mallorca Obs.       | —         | MPC                           |

## 342201–342300
| Designação | Designação | Descoberta  | Descoberta   | Descobridor(es)     | Categoria | Mais informações / Referência |
| Permanente | Provisória | Data        | Local        | Descobridor(es)     | Categoria | Mais informações / Referência |
| ---------- | ---------- | ----------- | ------------ | ------------------- | --------- | ----------------------------- |
| 342201     | 2008 SW218 | 30 set 2008 | La Sagra     | Mallorca Obs.       | —         | MPC                           |
| 342202     | 2008 SE220 | 30 set 2008 | La Sagra     | Mallorca Obs.       | —         | MPC                           |
| 342203     | 2008 SS220 | 25 set 2008 | Kitt Peak    | Spacewatch          | —         | MPC                           |
| 342204     | 2008 SZ223 | 26 set 2008 | Antares      | ARO                 | —         | MPC                           |
| 342205     | 2008 ST225 | 26 set 2008 | Kitt Peak    | Spacewatch          | —         | MPC                           |
| 342206     | 2008 ST230 | 28 set 2008 | Mount Lemmon | Mount Lemmon Survey | —         | MPC                           |
| 342207     | 2008 SX230 | 28 set 2008 | Mount Lemmon | Mount Lemmon Survey | —         | MPC                           |
| 342208     | 2008 SK236 | 29 set 2008 | Kitt Peak    | Spacewatch          | —         | MPC                           |
| 342209     | 2008 SL239 | 13 mar 2007 | Mount Lemmon | Mount Lemmon Survey | —         | MPC                           |
| 342210     | 2008 SD240 | 29 set 2008 | Kitt Peak    | Spacewatch          | —         | MPC                           |
| 342211     | 2008 SG240 | 29 set 2008 | Kitt Peak    | Spacewatch          | —         | MPC                           |
| 342212     | 2008 ST243 | 30 set 2008 | Catalina     | CSS                 | —         | MPC                           |
| 342213     | 2008 SD244 | 24 set 2008 | Kitt Peak    | Spacewatch          | —         | MPC                           |
| 342214     | 2008 SG246 | 30 set 2008 | La Sagra     | Mallorca Obs.       | —         | MPC                           |
| 342215     | 2008 SV246 | 27 set 2008 | Catalina     | CSS                 | —         | MPC                           |
| 342216     | 2008 SE248 | 20 set 2008 | Kitt Peak    | Spacewatch          | —         | MPC                           |
| 342217     | 2008 SS248 | 21 set 2008 | Kitt Peak    | Spacewatch          | —         | MPC                           |
| 342218     | 2008 SR249 | 23 set 2008 | Kitt Peak    | Spacewatch          | —         | MPC                           |
| 342219     | 2008 SW253 | 22 set 2008 | Kitt Peak    | Spacewatch          | —         | MPC                           |
| 342220     | 2008 SQ258 | 22 set 2008 | Catalina     | CSS                 | Pallas    | MPC                           |
| 342221     | 2008 SF260 | 23 set 2008 | Mount Lemmon | Mount Lemmon Survey | —         | MPC                           |
| 342222     | 2008 SH260 | 23 set 2008 | Mount Lemmon | Mount Lemmon Survey | —         | MPC                           |
| 342223     | 2008 SK262 | 24 set 2008 | Kitt Peak    | Spacewatch          | —         | MPC                           |
| 342224     | 2008 SX262 | 24 set 2008 | Kitt Peak    | Spacewatch          | —         | MPC                           |
| 342225     | 2008 SN265 | 28 set 2008 | Mount Lemmon | Mount Lemmon Survey | —         | MPC                           |
| 342226     | 2008 SE266 | 29 set 2008 | Catalina     | CSS                 | —         | MPC                           |
| 342227     | 2008 SW266 | 21 set 2008 | Mount Lemmon | Mount Lemmon Survey | —         | MPC                           |
| 342228     | 2008 SB267 | 22 set 2008 | Kitt Peak    | Spacewatch          | Phocaea   | MPC                           |
| 342229     | 2008 SO267 | 23 set 2008 | Kitt Peak    | Spacewatch          | —         | MPC                           |
| 342230     | 2008 SO268 | 27 set 2008 | Catalina     | CSS                 | —         | MPC                           |
| 342231     | 2008 SP268 | 27 set 2008 | Mount Lemmon | Mount Lemmon Survey | Phocaea   | MPC                           |
| 342232     | 2008 SC269 | 30 set 2008 | Catalina     | CSS                 | —         | MPC                           |
| 342233     | 2008 SW269 | 23 set 2008 | Catalina     | CSS                 | —         | MPC                           |
| 342234     | 2008 SR270 | 25 set 2008 | Kitt Peak    | Spacewatch          | —         | MPC                           |
| 342235     | 2008 SE272 | 30 set 2008 | Mount Lemmon | Mount Lemmon Survey | —         | MPC                           |
| 342236     | 2008 SU272 | 24 set 2008 | Mount Lemmon | Mount Lemmon Survey | —         | MPC                           |
| 342237     | 2008 SZ272 | 28 set 2008 | Mount Lemmon | Mount Lemmon Survey | —         | MPC                           |
| 342238     | 2008 SA273 | 28 set 2008 | Mount Lemmon | Mount Lemmon Survey | —         | MPC                           |
| 342239     | 2008 SU274 | 21 set 2008 | Mount Lemmon | Mount Lemmon Survey | Mitidika  | MPC                           |
| 342240     | 2008 SB275 | 22 set 2008 | Kitt Peak    | Spacewatch          | —         | MPC                           |
| 342241     | 2008 SR276 | 24 set 2008 | Kitt Peak    | Spacewatch          | —         | MPC                           |
| 342242     | 2008 SF279 | 29 set 2008 | Kitt Peak    | Spacewatch          | —         | MPC                           |
| 342243     | 2008 SA282 | 24 set 2008 | Kitt Peak    | Spacewatch          | —         | MPC                           |
| 342244     | 2008 SU282 | 24 set 2008 | Kitt Peak    | Spacewatch          | —         | MPC                           |
| 342245     | 2008 SC283 | 21 set 2008 | Mount Lemmon | Mount Lemmon Survey | —         | MPC                           |
| 342246     | 2008 SE283 | 21 set 2008 | Mount Lemmon | Mount Lemmon Survey | —         | MPC                           |
| 342247     | 2008 ST284 | 24 set 2008 | Kitt Peak    | Spacewatch          | —         | MPC                           |
| 342248     | 2008 SC285 | 28 set 2008 | Mount Lemmon | Mount Lemmon Survey | —         | MPC                           |
| 342249     | 2008 SU285 | 21 set 2008 | Kitt Peak    | Spacewatch          | —         | MPC                           |
| 342250     | 2008 SQ286 | 22 set 2008 | Mount Lemmon | Mount Lemmon Survey | —         | MPC                           |
| 342251     | 2008 SU286 | 23 set 2008 | Catalina     | CSS                 | —         | MPC                           |
| 342252     | 2008 SV288 | 24 set 2008 | Kitt Peak    | Spacewatch          | Mitidika  | MPC                           |
| 342253     | 2008 SR289 | 26 set 2008 | Kitt Peak    | Spacewatch          | —         | MPC                           |
| 342254     | 2008 SZ295 | 28 set 2008 | Catalina     | CSS                 | Phocaea   | MPC                           |
| 342255     | 2008 SL296 | 29 set 2008 | Catalina     | CSS                 | —         | MPC                           |
| 342256     | 2008 SK298 | 21 set 2008 | Kitt Peak    | Spacewatch          | —         | MPC                           |
| 342257     | 2008 SW298 | 22 set 2008 | Mount Lemmon | Mount Lemmon Survey | —         | MPC                           |
| 342258     | 2008 SN300 | 23 set 2008 | Kitt Peak    | Spacewatch          | —         | MPC                           |
| 342259     | 2008 SB301 | 23 set 2008 | Catalina     | CSS                 | —         | MPC                           |
| 342260     | 2008 SP301 | 23 set 2008 | Kitt Peak    | Spacewatch          | —         | MPC                           |
| 342261     | 2008 SX302 | 24 set 2008 | Catalina     | CSS                 | —         | MPC                           |
| 342262     | 2008 SS305 | 28 set 2008 | Socorro      | LINEAR              | —         | MPC                           |
| 342263     | 2008 SP306 | 28 set 2008 | Mount Lemmon | Mount Lemmon Survey | —         | MPC                           |
| 342264     | 2008 SP307 | 29 set 2008 | Catalina     | CSS                 | —         | MPC                           |
| 342265     | 2008 SG308 | 29 set 2008 | Mount Lemmon | Mount Lemmon Survey | —         | MPC                           |
| 342266     | 2008 SS309 | 25 set 2008 | Mount Lemmon | Mount Lemmon Survey | —         | MPC                           |
| 342267     | 2008 ST309 | 27 set 2008 | Mount Lemmon | Mount Lemmon Survey | —         | MPC                           |
| 342268     | 2008 SV309 | 27 set 2008 | Mount Lemmon | Mount Lemmon Survey | —         | MPC                           |
| 342269     | 2008 SX309 | 29 set 2008 | Mount Lemmon | Mount Lemmon Survey | —         | MPC                           |
| 342270     | 2008 SC310 | 29 set 2008 | Mount Lemmon | Mount Lemmon Survey | —         | MPC                           |
| 342271     | 2008 TJ5   | 1 out 2008  | La Sagra     | Mallorca Obs.       | —         | MPC                           |
| 342272     | 2008 TN6   | 1 out 2008  | Kitt Peak    | Spacewatch          | —         | MPC                           |
| 342273     | 2008 TY6   | 3 out 2008  | La Sagra     | Mallorca Obs.       | —         | MPC                           |
| 342274     | 2008 TZ7   | 4 out 2008  | La Sagra     | Mallorca Obs.       | —         | MPC                           |
| 342275     | 2008 TZ8   | 29 set 2008 | Catalina     | CSS                 | —         | MPC                           |
| 342276     | 2008 TW9   | 5 out 2008  | Hibiscus     | N. Teamo            | —         | MPC                           |
| 342277     | 2008 TE10  | 8 out 2008  | Tzec Maun    | E. Schwab           | —         | MPC                           |
| 342278     | 2008 TN14  | 5 mai 2003  | Kitt Peak    | Spacewatch          | —         | MPC                           |
| 342279     | 2008 TF17  | 1 out 2008  | Mount Lemmon | Mount Lemmon Survey | —         | MPC                           |
| 342280     | 2008 TO19  | 1 out 2008  | Mount Lemmon | Mount Lemmon Survey | —         | MPC                           |
| 342281     | 2008 TV19  | 22 set 2008 | Mount Lemmon | Mount Lemmon Survey | Meliboea  | MPC                           |
| 342282     | 2008 TO21  | 1 out 2008  | Mount Lemmon | Mount Lemmon Survey | —         | MPC                           |
| 342283     | 2008 TS21  | 1 out 2008  | Mount Lemmon | Mount Lemmon Survey | —         | MPC                           |
| 342284     | 2008 TN22  | 1 out 2008  | Mount Lemmon | Mount Lemmon Survey | —         | MPC                           |
| 342285     | 2008 TV22  | 1 out 2008  | Kitt Peak    | Spacewatch          | —         | MPC                           |
| 342286     | 2008 TT23  | 20 mar 2007 | Mount Lemmon | Mount Lemmon Survey | —         | MPC                           |
| 342287     | 2008 TX24  | 2 out 2008  | Mount Lemmon | Mount Lemmon Survey | —         | MPC                           |
| 342288     | 2008 TT25  | 7 set 2008  | Mount Lemmon | Mount Lemmon Survey | —         | MPC                           |
| 342289     | 2008 TH27  | 17 nov 2000 | Kitt Peak    | Spacewatch          | —         | MPC                           |
| 342290     | 2008 TS32  | 20 set 2008 | Kitt Peak    | Spacewatch          | —         | MPC                           |
| 342291     | 2008 TL33  | 1 out 2008  | Kitt Peak    | Spacewatch          | —         | MPC                           |
| 342292     | 2008 TR33  | 1 out 2008  | Kitt Peak    | Spacewatch          | —         | MPC                           |
| 342293     | 2008 TZ35  | 1 out 2008  | Mount Lemmon | Mount Lemmon Survey | —         | MPC                           |
| 342294     | 2008 TP38  | 1 out 2008  | Kitt Peak    | Spacewatch          | —         | MPC                           |
| 342295     | 2008 TX44  | 1 out 2008  | Mount Lemmon | Mount Lemmon Survey | —         | MPC                           |
| 342296     | 2008 TK45  | 6 set 2008  | Mount Lemmon | Mount Lemmon Survey | —         | MPC                           |
| 342297     | 2008 TL46  | 1 out 2008  | Kitt Peak    | Spacewatch          | —         | MPC                           |
| 342298     | 2008 TU47  | 1 out 2008  | Kitt Peak    | Spacewatch          | —         | MPC                           |
| 342299     | 2008 TC48  | 1 out 2008  | Kitt Peak    | Spacewatch          | —         | MPC                           |
| 342300     | 2008 TD50  | 2 out 2008  | Kitt Peak    | Spacewatch          | —         | MPC                           |

## 342301–342400
| Designação | Designação | Descoberta  | Descoberta     | Descobridor(es)     | Categoria | Mais informações / Referência |
| Permanente | Provisória | Data        | Local          | Descobridor(es)     | Categoria | Mais informações / Referência |
| ---------- | ---------- | ----------- | -------------- | ------------------- | --------- | ----------------------------- |
| 342301     | 2008 TC53  | 2 out 2008  | Kitt Peak      | Spacewatch          | —         | MPC                           |
| 342302     | 2008 TL53  | 2 out 2008  | Mount Lemmon   | Mount Lemmon Survey | —         | MPC                           |
| 342303     | 2008 TQ54  | 2 out 2008  | Kitt Peak      | Spacewatch          | —         | MPC                           |
| 342304     | 2008 TU55  | 2 out 2008  | Kitt Peak      | Spacewatch          | —         | MPC                           |
| 342305     | 2008 TM60  | 2 out 2008  | Kitt Peak      | Spacewatch          | —         | MPC                           |
| 342306     | 2008 TN61  | 2 out 2008  | Kitt Peak      | Spacewatch          | —         | MPC                           |
| 342307     | 2008 TX64  | 2 out 2008  | Catalina       | CSS                 | —         | MPC                           |
| 342308     | 2008 TG65  | 3 set 2008  | Kitt Peak      | Spacewatch          | —         | MPC                           |
| 342309     | 2008 TZ65  | 2 out 2008  | Catalina       | CSS                 | —         | MPC                           |
| 342310     | 2008 TO66  | 2 out 2008  | Kitt Peak      | Spacewatch          | —         | MPC                           |
| 342311     | 2008 TQ66  | 2 out 2008  | Kitt Peak      | Spacewatch          | —         | MPC                           |
| 342312     | 2008 TT67  | 2 out 2008  | Kitt Peak      | Spacewatch          | —         | MPC                           |
| 342313     | 2008 TF69  | 23 set 2008 | Kitt Peak      | Spacewatch          | —         | MPC                           |
| 342314     | 2008 TU70  | 2 out 2008  | Kitt Peak      | Spacewatch          | —         | MPC                           |
| 342315     | 2008 TS71  | 2 out 2008  | Kitt Peak      | Spacewatch          | —         | MPC                           |
| 342316     | 2008 TF72  | 2 out 2008  | Kitt Peak      | Spacewatch          | —         | MPC                           |
| 342317     | 2008 TL74  | 2 out 2008  | Kitt Peak      | Spacewatch          | —         | MPC                           |
| 342318     | 2008 TQ77  | 2 out 2008  | Mount Lemmon   | Mount Lemmon Survey | —         | MPC                           |
| 342319     | 2008 TS79  | 2 out 2008  | Kitt Peak      | Spacewatch          | —         | MPC                           |
| 342320     | 2008 TD80  | 22 ago 2004 | Siding Spring  | SSS                 | —         | MPC                           |
| 342321     | 2008 TJ83  | 3 out 2008  | Kitt Peak      | Spacewatch          | —         | MPC                           |
| 342322     | 2008 TJ84  | 3 out 2008  | Kitt Peak      | Spacewatch          | —         | MPC                           |
| 342323     | 2008 TL89  | 3 out 2008  | Kitt Peak      | Spacewatch          | —         | MPC                           |
| 342324     | 2008 TK92  | 4 out 2008  | La Sagra       | Mallorca Obs.       | —         | MPC                           |
| 342325     | 2008 TQ94  | 5 out 2008  | La Sagra       | Mallorca Obs.       | —         | MPC                           |
| 342326     | 2008 TT102 | 6 out 2008  | Kitt Peak      | Spacewatch          | —         | MPC                           |
| 342327     | 2008 TQ104 | 6 out 2008  | Kitt Peak      | Spacewatch          | —         | MPC                           |
| 342328     | 2008 TL105 | 6 out 2008  | Kitt Peak      | Spacewatch          | Mitidika  | MPC                           |
| 342329     | 2008 TS105 | 6 out 2008  | Kitt Peak      | Spacewatch          | —         | MPC                           |
| 342330     | 2008 TC111 | 6 out 2008  | Catalina       | CSS                 | —         | MPC                           |
| 342331     | 2008 TJ111 | 6 out 2008  | Catalina       | CSS                 | —         | MPC                           |
| 342332     | 2008 TL111 | 6 out 2008  | Catalina       | CSS                 | —         | MPC                           |
| 342333     | 2008 TL114 | 6 out 2008  | Kitt Peak      | Spacewatch          | —         | MPC                           |
| 342334     | 2008 TN114 | 23 set 2008 | Kitt Peak      | Spacewatch          | —         | MPC                           |
| 342335     | 2008 TV117 | 6 out 2008  | Mount Lemmon   | Mount Lemmon Survey | —         | MPC                           |
| 342336     | 2008 TJ119 | 7 out 2008  | Kitt Peak      | Spacewatch          | —         | MPC                           |
| 342337     | 2008 TS119 | 7 out 2008  | Kitt Peak      | Spacewatch          | —         | MPC                           |
| 342338     | 2008 TE121 | 7 out 2008  | Mount Lemmon   | Mount Lemmon Survey | —         | MPC                           |
| 342339     | 2008 TN122 | 7 out 2008  | Kitt Peak      | Spacewatch          | —         | MPC                           |
| 342340     | 2008 TH126 | 6 set 2008  | Catalina       | CSS                 | —         | MPC                           |
| 342341     | 2008 TD129 | 8 out 2008  | Mount Lemmon   | Mount Lemmon Survey | —         | MPC                           |
| 342342     | 2008 TM132 | 8 out 2008  | Mount Lemmon   | Mount Lemmon Survey | —         | MPC                           |
| 342343     | 2008 TV137 | 8 out 2008  | Mount Lemmon   | Mount Lemmon Survey | —         | MPC                           |
| 342344     | 2008 TD157 | 22 set 2008 | Kitt Peak      | Spacewatch          | —         | MPC                           |
| 342345     | 2008 TZ157 | 4 out 2008  | La Sagra       | Mallorca Obs.       | —         | MPC                           |
| 342346     | 2008 TT158 | 10 out 2008 | Kitt Peak      | Spacewatch          | —         | MPC                           |
| 342347     | 2008 TS160 | 2 out 2008  | Kitt Peak      | Spacewatch          | —         | MPC                           |
| 342348     | 2008 TN162 | 4 out 2008  | La Sagra       | Mallorca Obs.       | —         | MPC                           |
| 342349     | 2008 TD166 | 6 out 2008  | Mount Lemmon   | Mount Lemmon Survey | —         | MPC                           |
| 342350     | 2008 TL168 | 1 out 2008  | Mount Lemmon   | Mount Lemmon Survey | —         | MPC                           |
| 342351     | 2008 TF169 | 7 out 2008  | Catalina       | CSS                 | —         | MPC                           |
| 342352     | 2008 TZ169 | 8 out 2008  | Mount Lemmon   | Mount Lemmon Survey | —         | MPC                           |
| 342353     | 2008 TG170 | 8 out 2008  | Catalina       | CSS                 | —         | MPC                           |
| 342354     | 2008 TU170 | 9 out 2008  | Mount Lemmon   | Mount Lemmon Survey | —         | MPC                           |
| 342355     | 2008 TD177 | 9 out 2008  | Catalina       | CSS                 | —         | MPC                           |
| 342356     | 2008 TB178 | 24 out 2005 | Mauna Kea      | A. Boattini         | Phocaea   | MPC                           |
| 342357     | 2008 TY180 | 8 out 2008  | Catalina       | CSS                 | Ursula    | MPC                           |
| 342358     | 2008 TW181 | 1 out 2008  | Kitt Peak      | Spacewatch          | —         | MPC                           |
| 342359     | 2008 TB182 | 1 out 2008  | Catalina       | CSS                 | —         | MPC                           |
| 342360     | 2008 TF182 | 1 out 2008  | Catalina       | CSS                 | Phocaea   | MPC                           |
| 342361     | 2008 TW183 | 2 out 2008  | Mount Lemmon   | Mount Lemmon Survey | —         | MPC                           |
| 342362     | 2008 TH185 | 6 out 2008  | Catalina       | CSS                 | —         | MPC                           |
| 342363     | 2008 TK185 | 6 out 2008  | Mount Lemmon   | Mount Lemmon Survey | —         | MPC                           |
| 342364     | 2008 TR185 | 6 out 2008  | Mount Lemmon   | Mount Lemmon Survey | —         | MPC                           |
| 342365     | 2008 TX187 | 9 out 2008  | Kitt Peak      | Spacewatch          | —         | MPC                           |
| 342366     | 2008 TZ188 | 10 out 2008 | Mount Lemmon   | Mount Lemmon Survey | —         | MPC                           |
| 342367     | 2008 TK189 | 10 out 2008 | Mount Lemmon   | Mount Lemmon Survey | —         | MPC                           |
| 342368     | 2008 UJ2   | 20 out 2008 | Majdanak       | Majdanak Obs.       | —         | MPC                           |
| 342369     | 2008 UF4   | 24 out 2008 | Sierra Stars   | F. Tozzi            | —         | MPC                           |
| 342370     | 2008 UL4   | 24 out 2008 | Sierra Stars   | F. Tozzi            | —         | MPC                           |
| 342371     | 2008 UO5   | 25 out 2008 | Great Shefford | P. Birtwhistle      | Phocaea   | MPC                           |
| 342372     | 2008 UQ5   | 25 out 2008 | Dauban         | F. Kugel            | —         | MPC                           |
| 342373     | 2008 UR9   | 17 out 2008 | Kitt Peak      | Spacewatch          | —         | MPC                           |
| 342374     | 2008 UH13  | 17 out 2008 | Kitt Peak      | Spacewatch          | —         | MPC                           |
| 342375     | 2008 UO14  | 18 out 2008 | Kitt Peak      | Spacewatch          | —         | MPC                           |
| 342376     | 2008 UX15  | 18 out 2008 | Kitt Peak      | Spacewatch          | —         | MPC                           |
| 342377     | 2008 UD19  | 19 out 2008 | Kitt Peak      | Spacewatch          | —         | MPC                           |
| 342378     | 2008 UY26  | 20 out 2008 | Kitt Peak      | Spacewatch          | —         | MPC                           |
| 342379     | 2008 UB29  | 20 out 2008 | Kitt Peak      | Spacewatch          | —         | MPC                           |
| 342380     | 2008 UU29  | 20 out 2008 | Kitt Peak      | Spacewatch          | —         | MPC                           |
| 342381     | 2008 UT30  | 20 out 2008 | Kitt Peak      | Spacewatch          | —         | MPC                           |
| 342382     | 2008 UF31  | 20 out 2008 | Kitt Peak      | Spacewatch          | —         | MPC                           |
| 342383     | 2008 UL32  | 20 out 2008 | Kitt Peak      | Spacewatch          | —         | MPC                           |
| 342384     | 2008 UV32  | 20 out 2008 | Kitt Peak      | Spacewatch          | —         | MPC                           |
| 342385     | 2008 UA34  | 20 out 2008 | Kitt Peak      | Spacewatch          | —         | MPC                           |
| 342386     | 2008 UK34  | 20 out 2008 | Kitt Peak      | Spacewatch          | —         | MPC                           |
| 342387     | 2008 UN34  | 20 out 2008 | Kitt Peak      | Spacewatch          | —         | MPC                           |
| 342388     | 2008 UT34  | 20 out 2008 | Kitt Peak      | Spacewatch          | —         | MPC                           |
| 342389     | 2008 UT38  | 20 out 2008 | Kitt Peak      | Spacewatch          | —         | MPC                           |
| 342390     | 2008 UP40  | 20 out 2008 | Kitt Peak      | Spacewatch          | —         | MPC                           |
| 342391     | 2008 UG41  | 20 out 2008 | Kitt Peak      | Spacewatch          | —         | MPC                           |
| 342392     | 2008 UK41  | 20 out 2008 | Kitt Peak      | Spacewatch          | —         | MPC                           |
| 342393     | 2008 UV42  | 20 out 2008 | Kitt Peak      | Spacewatch          | —         | MPC                           |
| 342394     | 2008 UR48  | 20 out 2008 | Kitt Peak      | Spacewatch          | —         | MPC                           |
| 342395     | 2008 UU48  | 20 out 2008 | Kitt Peak      | Spacewatch          | —         | MPC                           |
| 342396     | 2008 UV50  | 20 out 2008 | Mount Lemmon   | Mount Lemmon Survey | —         | MPC                           |
| 342397     | 2008 UB51  | 20 out 2008 | Mount Lemmon   | Mount Lemmon Survey | —         | MPC                           |
| 342398     | 2008 UL52  | 20 out 2008 | Kitt Peak      | Spacewatch          | —         | MPC                           |
| 342399     | 2008 US52  | 20 out 2008 | Mount Lemmon   | Mount Lemmon Survey | —         | MPC                           |
| 342400     | 2008 UO53  | 9 set 2008  | Mount Lemmon   | Mount Lemmon Survey | —         | MPC                           |

## 342401–342500
| Designação  | Designação | Descoberta  | Descoberta      | Descobridor(es)     | Categoria | Mais informações / Referência |
| Permanente  | Provisória | Data        | Local           | Descobridor(es)     | Categoria | Mais informações / Referência |
| ----------- | ---------- | ----------- | --------------- | ------------------- | --------- | ----------------------------- |
| 342401      | 2008 UG54  | 20 out 2008 | Kitt Peak       | Spacewatch          | —         | MPC                           |
| 342402      | 2008 UY54  | 20 out 2008 | Lulin           | LUSS                | —         | MPC                           |
| 342403      | 2008 UD56  | 21 out 2008 | Kitt Peak       | Spacewatch          | —         | MPC                           |
| 342404      | 2008 UQ56  | 21 out 2008 | Mount Lemmon    | Mount Lemmon Survey | —         | MPC                           |
| 342405      | 2008 UX56  | 21 out 2008 | Mount Lemmon    | Mount Lemmon Survey | —         | MPC                           |
| 342406      | 2008 UL57  | 21 out 2008 | Kitt Peak       | Spacewatch          | —         | MPC                           |
| 342407      | 2008 UG58  | 21 out 2008 | Kitt Peak       | Spacewatch          | —         | MPC                           |
| 342408      | 2008 UM58  | 21 out 2008 | Mount Lemmon    | Mount Lemmon Survey | —         | MPC                           |
| 342409      | 2008 UP58  | 21 out 2008 | Mount Lemmon    | Mount Lemmon Survey | —         | MPC                           |
| 342410      | 2008 UD59  | 21 out 2008 | Kitt Peak       | Spacewatch          | —         | MPC                           |
| 342411      | 2008 UJ65  | 21 out 2008 | Kitt Peak       | Spacewatch          | —         | MPC                           |
| 342412      | 2008 UL65  | 21 out 2008 | Kitt Peak       | Spacewatch          | —         | MPC                           |
| 342413      | 2008 UH66  | 21 out 2008 | Kitt Peak       | Spacewatch          | —         | MPC                           |
| 342414      | 2008 UW66  | 21 out 2008 | Kitt Peak       | Spacewatch          | —         | MPC                           |
| 342415      | 2008 UP67  | 21 out 2008 | Kitt Peak       | Spacewatch          | —         | MPC                           |
| 342416      | 2008 UM70  | 21 out 2008 | Kitt Peak       | Spacewatch          | —         | MPC                           |
| 342417      | 2008 UO70  | 21 out 2008 | Kitt Peak       | Spacewatch          | —         | MPC                           |
| 342418      | 2008 UG71  | 21 out 2008 | Mount Lemmon    | Mount Lemmon Survey | —         | MPC                           |
| 342419      | 2008 UK72  | 21 out 2008 | Mount Lemmon    | Mount Lemmon Survey | —         | MPC                           |
| 342420      | 2008 UM72  | 21 out 2008 | Mount Lemmon    | Mount Lemmon Survey | —         | MPC                           |
| 342421      | 2008 UW73  | 21 out 2008 | Kitt Peak       | Spacewatch          | —         | MPC                           |
| 342422      | 2008 US75  | 21 out 2008 | Kitt Peak       | Spacewatch          | Phocaea   | MPC                           |
| 342423      | 2008 UG76  | 21 out 2008 | Kitt Peak       | Spacewatch          | —         | MPC                           |
| 342424      | 2008 UB77  | 21 out 2008 | Kitt Peak       | Spacewatch          | —         | MPC                           |
| 342425      | 2008 UP77  | 21 out 2008 | Kitt Peak       | Spacewatch          | —         | MPC                           |
| 342426      | 2008 UA80  | 23 set 2008 | Mount Lemmon    | Mount Lemmon Survey | —         | MPC                           |
| 342427      | 2008 UM84  | 23 out 2008 | Kitt Peak       | Spacewatch          | —         | MPC                           |
| 342428      | 2008 UG87  | 23 out 2008 | Mount Lemmon    | Mount Lemmon Survey | —         | MPC                           |
| 342429      | 2008 UP87  | 23 out 2008 | Lulin           | LUSS                | —         | MPC                           |
| 342430      | 2008 UN89  | 24 out 2008 | Mount Lemmon    | Mount Lemmon Survey | —         | MPC                           |
| 342431 Hilo | 2008 UQ90  | 25 out 2008 | Heppenheim      | Starkenburg Obs.    | —         | MPC                           |
| 342432      | 2008 UC91  | 29 set 2008 | Catalina        | CSS                 | —         | MPC                           |
| 342433      | 2008 UU92  | 24 out 2008 | Socorro         | LINEAR              | —         | MPC                           |
| 342434      | 2008 UE93  | 15 mar 2007 | Mount Lemmon    | Mount Lemmon Survey | —         | MPC                           |
| 342435      | 2008 UL93  | 25 out 2008 | Socorro         | LINEAR              | —         | MPC                           |
| 342436      | 2008 UT93  | 25 out 2008 | Socorro         | LINEAR              | —         | MPC                           |
| 342437      | 2008 UA94  | 25 out 2008 | Socorro         | LINEAR              | —         | MPC                           |
| 342438      | 2008 UH94  | 26 out 2008 | Socorro         | LINEAR              | —         | MPC                           |
| 342439      | 2008 UN94  | 26 out 2008 | Socorro         | LINEAR              | —         | MPC                           |
| 342440      | 2008 UR94  | 28 out 2008 | Kachina         | J. Hobart           | —         | MPC                           |
| 342441      | 2008 UR95  | 25 out 2008 | Kitt Peak       | Spacewatch          | —         | MPC                           |
| 342442      | 2008 UY95  | 22 set 2008 | Kitt Peak       | Spacewatch          | —         | MPC                           |
| 342443      | 2008 UE98  | 26 out 2008 | Socorro         | LINEAR              | —         | MPC                           |
| 342444      | 2008 UJ98  | 26 out 2008 | Socorro         | LINEAR              | —         | MPC                           |
| 342445      | 2008 UR98  | 26 out 2008 | Socorro         | LINEAR              | —         | MPC                           |
| 342446      | 2008 UU98  | 25 out 2008 | Catalina        | CSS                 | —         | MPC                           |
| 342447      | 2008 UA99  | 28 out 2008 | Socorro         | LINEAR              | —         | MPC                           |
| 342448      | 2008 UA100 | 27 out 2008 | Bisei SG Center | BATTeRS             | —         | MPC                           |
| 342449      | 2008 UE101 | 20 out 2008 | Kitt Peak       | Spacewatch          | —         | MPC                           |
| 342450      | 2008 UF110 | 22 out 2008 | Kitt Peak       | Spacewatch          | —         | MPC                           |
| 342451      | 2008 US110 | 22 out 2008 | Kitt Peak       | Spacewatch          | —         | MPC                           |
| 342452      | 2008 UW110 | 22 out 2008 | Kitt Peak       | Spacewatch          | —         | MPC                           |
| 342453      | 2008 UA111 | 22 out 2008 | Kitt Peak       | Spacewatch          | —         | MPC                           |
| 342454      | 2008 UG111 | 22 out 2008 | Kitt Peak       | Spacewatch          | —         | MPC                           |
| 342455      | 2008 UA112 | 22 out 2008 | Kitt Peak       | Spacewatch          | —         | MPC                           |
| 342456      | 2008 UP112 | 22 out 2008 | Kitt Peak       | Spacewatch          | —         | MPC                           |
| 342457      | 2008 UQ112 | 22 out 2008 | Kitt Peak       | Spacewatch          | —         | MPC                           |
| 342458      | 2008 UF115 | 22 out 2008 | Kitt Peak       | Spacewatch          | —         | MPC                           |
| 342459      | 2008 UO115 | 22 out 2008 | Kitt Peak       | Spacewatch          | —         | MPC                           |
| 342460      | 2008 UE116 | 22 out 2008 | Kitt Peak       | Spacewatch          | —         | MPC                           |
| 342461      | 2008 UH119 | 22 out 2008 | Kitt Peak       | Spacewatch          | —         | MPC                           |
| 342462      | 2008 UH121 | 22 out 2008 | Kitt Peak       | Spacewatch          | —         | MPC                           |
| 342463      | 2008 UK122 | 22 out 2008 | Kitt Peak       | Spacewatch          | —         | MPC                           |
| 342464      | 2008 UY122 | 22 out 2008 | Kitt Peak       | Spacewatch          | —         | MPC                           |
| 342465      | 2008 UB123 | 22 out 2008 | Kitt Peak       | Spacewatch          | —         | MPC                           |
| 342466      | 2008 UC123 | 22 out 2008 | Kitt Peak       | Spacewatch          | —         | MPC                           |
| 342467      | 2008 UD124 | 22 out 2008 | Kitt Peak       | Spacewatch          | —         | MPC                           |
| 342468      | 2008 UU124 | 22 out 2008 | Kitt Peak       | Spacewatch          | Phocaea   | MPC                           |
| 342469      | 2008 UH125 | 22 out 2008 | Kitt Peak       | Spacewatch          | —         | MPC                           |
| 342470      | 2008 UM126 | 22 out 2008 | Kitt Peak       | Spacewatch          | —         | MPC                           |
| 342471      | 2008 UU127 | 22 out 2008 | Kitt Peak       | Spacewatch          | —         | MPC                           |
| 342472      | 2008 UE129 | 23 out 2008 | Kitt Peak       | Spacewatch          | —         | MPC                           |
| 342473      | 2008 UB137 | 23 out 2008 | Kitt Peak       | Spacewatch          | —         | MPC                           |
| 342474      | 2008 UJ140 | 23 out 2008 | Kitt Peak       | Spacewatch          | —         | MPC                           |
| 342475      | 2008 UB142 | 23 out 2008 | Kitt Peak       | Spacewatch          | —         | MPC                           |
| 342476      | 2008 UA143 | 2 out 2008  | Mount Lemmon    | Mount Lemmon Survey | —         | MPC                           |
| 342477      | 2008 UR144 | 23 out 2008 | Kitt Peak       | Spacewatch          | —         | MPC                           |
| 342478      | 2008 UD147 | 23 out 2008 | Kitt Peak       | Spacewatch          | —         | MPC                           |
| 342479      | 2008 UG147 | 23 out 2008 | Kitt Peak       | Spacewatch          | —         | MPC                           |
| 342480      | 2008 UL147 | 23 out 2008 | Kitt Peak       | Spacewatch          | —         | MPC                           |
| 342481      | 2008 UG148 | 23 out 2008 | Kitt Peak       | Spacewatch          | —         | MPC                           |
| 342482      | 2008 UX148 | 23 out 2008 | Kitt Peak       | Spacewatch          | —         | MPC                           |
| 342483      | 2008 UP150 | 23 out 2008 | Mount Lemmon    | Mount Lemmon Survey | Mitidika  | MPC                           |
| 342484      | 2008 UG151 | 23 out 2008 | Kitt Peak       | Spacewatch          | —         | MPC                           |
| 342485      | 2008 UN153 | 23 out 2008 | Mount Lemmon    | Mount Lemmon Survey | —         | MPC                           |
| 342486      | 2008 UC158 | 23 out 2008 | Mount Lemmon    | Mount Lemmon Survey | —         | MPC                           |
| 342487      | 2008 UP158 | 23 out 2008 | Kitt Peak       | Spacewatch          | —         | MPC                           |
| 342488      | 2008 UW158 | 23 out 2008 | Kitt Peak       | Spacewatch          | —         | MPC                           |
| 342489      | 2008 UV159 | 23 out 2008 | Kitt Peak       | Spacewatch          | —         | MPC                           |
| 342490      | 2008 UM160 | 23 out 2008 | Kitt Peak       | Spacewatch          | —         | MPC                           |
| 342491      | 2008 UK162 | 5 jan 2006  | Mount Lemmon    | Mount Lemmon Survey | —         | MPC                           |
| 342492      | 2008 UM163 | 24 out 2008 | Kitt Peak       | Spacewatch          | —         | MPC                           |
| 342493      | 2008 UB166 | 24 out 2008 | Kitt Peak       | Spacewatch          | —         | MPC                           |
| 342494      | 2008 UW169 | 24 out 2008 | Catalina        | CSS                 | —         | MPC                           |
| 342495      | 2008 UD170 | 24 out 2008 | Catalina        | CSS                 | —         | MPC                           |
| 342496      | 2008 UQ171 | 24 out 2008 | Kitt Peak       | Spacewatch          | —         | MPC                           |
| 342497      | 2008 UL172 | 24 out 2008 | Kitt Peak       | Spacewatch          | —         | MPC                           |
| 342498      | 2008 UQ172 | 24 out 2008 | Kitt Peak       | Spacewatch          | —         | MPC                           |
| 342499      | 2008 UD173 | 24 out 2008 | Kitt Peak       | Spacewatch          | —         | MPC                           |
| 342500      | 2008 UX173 | 26 mai 2007 | Mount Lemmon    | Mount Lemmon Survey | Phocaea   | MPC                           |

## 342501–342600
| Designação | Designação | Descoberta  | Descoberta   | Descobridor(es)     | Categoria | Mais informações / Referência |
| Permanente | Provisória | Data        | Local        | Descobridor(es)     | Categoria | Mais informações / Referência |
| ---------- | ---------- | ----------- | ------------ | ------------------- | --------- | ----------------------------- |
| 342501     | 2008 UT174 | 24 out 2008 | Catalina     | CSS                 | —         | MPC                           |
| 342502     | 2008 UN176 | 24 out 2008 | Mount Lemmon | Mount Lemmon Survey | —         | MPC                           |
| 342503     | 2008 UE181 | 24 out 2008 | Mount Lemmon | Mount Lemmon Survey | —         | MPC                           |
| 342504     | 2008 UB183 | 24 out 2008 | Mount Lemmon | Mount Lemmon Survey | —         | MPC                           |
| 342505     | 2008 UW183 | 24 out 2008 | Mount Lemmon | Mount Lemmon Survey | —         | MPC                           |
| 342506     | 2008 UL185 | 24 out 2008 | Kitt Peak    | Spacewatch          | —         | MPC                           |
| 342507     | 2008 UP185 | 24 out 2008 | Kitt Peak    | Spacewatch          | —         | MPC                           |
| 342508     | 2008 UW185 | 24 out 2008 | Kitt Peak    | Spacewatch          | —         | MPC                           |
| 342509     | 2008 UC186 | 24 out 2008 | Mount Lemmon | Mount Lemmon Survey | —         | MPC                           |
| 342510     | 2008 UH186 | 24 out 2008 | Kitt Peak    | Spacewatch          | —         | MPC                           |
| 342511     | 2008 UQ186 | 24 out 2008 | Kitt Peak    | Spacewatch          | —         | MPC                           |
| 342512     | 2008 UE191 | 25 out 2008 | Mount Lemmon | Mount Lemmon Survey | —         | MPC                           |
| 342513     | 2008 UF191 | 25 out 2008 | Mount Lemmon | Mount Lemmon Survey | Phocaea   | MPC                           |
| 342514     | 2008 UE197 | 27 out 2008 | Mount Lemmon | Mount Lemmon Survey | —         | MPC                           |
| 342515     | 2008 UL198 | 26 out 2008 | Socorro      | LINEAR              | —         | MPC                           |
| 342516     | 2008 UA199 | 27 out 2008 | Socorro      | LINEAR              | —         | MPC                           |
| 342517     | 2008 UM199 | 31 out 2008 | Mount Lemmon | Mount Lemmon Survey | —         | MPC                           |
| 342518     | 2008 UY199 | 31 out 2008 | Sandlot      | G. Hug              | —         | MPC                           |
| 342519     | 2008 UA201 | 28 out 2008 | Socorro      | LINEAR              | —         | MPC                           |
| 342520     | 2008 UW201 | 31 out 2008 | Socorro      | LINEAR              | —         | MPC                           |
| 342521     | 2008 UA203 | 28 out 2008 | Socorro      | LINEAR              | —         | MPC                           |
| 342522     | 2008 UX203 | 28 out 2008 | Socorro      | LINEAR              | —         | MPC                           |
| 342523     | 2008 UK204 | 26 out 2008 | Kitt Peak    | Spacewatch          | —         | MPC                           |
| 342524     | 2008 UQ204 | 27 out 2008 | Socorro      | LINEAR              | Phocaea   | MPC                           |
| 342525     | 2008 UG205 | 27 out 2008 | Catalina     | CSS                 | —         | MPC                           |
| 342526     | 2008 UZ205 | 22 out 2008 | Kitt Peak    | Spacewatch          | —         | MPC                           |
| 342527     | 2008 UH206 | 22 out 2008 | Mount Lemmon | Mount Lemmon Survey | —         | MPC                           |
| 342528     | 2008 UW208 | 23 out 2008 | Kitt Peak    | Spacewatch          | —         | MPC                           |
| 342529     | 2008 UH209 | 23 out 2008 | Kitt Peak    | Spacewatch          | —         | MPC                           |
| 342530     | 2008 UK214 | 24 out 2008 | Catalina     | CSS                 | —         | MPC                           |
| 342531     | 2008 UB215 | 10 out 2008 | Catalina     | CSS                 | —         | MPC                           |
| 342532     | 2008 UF216 | 24 out 2008 | Kitt Peak    | Spacewatch          | —         | MPC                           |
| 342533     | 2008 UU217 | 25 out 2008 | Kitt Peak    | Spacewatch          | —         | MPC                           |
| 342534     | 2008 UE218 | 25 out 2008 | Kitt Peak    | Spacewatch          | —         | MPC                           |
| 342535     | 2008 UO218 | 25 out 2008 | Kitt Peak    | Spacewatch          | —         | MPC                           |
| 342536     | 2008 UQ218 | 25 out 2008 | Kitt Peak    | Spacewatch          | —         | MPC                           |
| 342537     | 2008 UR219 | 25 out 2008 | Kitt Peak    | Spacewatch          | —         | MPC                           |
| 342538     | 2008 UT220 | 25 out 2008 | Kitt Peak    | Spacewatch          | —         | MPC                           |
| 342539     | 2008 UR222 | 25 out 2008 | Kitt Peak    | Spacewatch          | —         | MPC                           |
| 342540     | 2008 UA223 | 25 out 2008 | Kitt Peak    | Spacewatch          | —         | MPC                           |
| 342541     | 2008 UC223 | 25 out 2008 | Kitt Peak    | Spacewatch          | —         | MPC                           |
| 342542     | 2008 UY225 | 25 out 2008 | Catalina     | CSS                 | —         | MPC                           |
| 342543     | 2008 UC227 | 25 out 2008 | Kitt Peak    | Spacewatch          | —         | MPC                           |
| 342544     | 2008 UD227 | 25 out 2008 | Kitt Peak    | Spacewatch          | —         | MPC                           |
| 342545     | 2008 US227 | 25 out 2008 | Kitt Peak    | Spacewatch          | —         | MPC                           |
| 342546     | 2008 UG228 | 4 out 1994  | Kitt Peak    | Spacewatch          | —         | MPC                           |
| 342547     | 2008 UR230 | 26 out 2008 | Kitt Peak    | Spacewatch          | —         | MPC                           |
| 342548     | 2008 US232 | 25 dez 2005 | Mount Lemmon | Mount Lemmon Survey | —         | MPC                           |
| 342549     | 2008 UM233 | 26 out 2008 | Kitt Peak    | Spacewatch          | —         | MPC                           |
| 342550     | 2008 UO236 | 26 out 2008 | Kitt Peak    | Spacewatch          | —         | MPC                           |
| 342551     | 2008 UA239 | 26 out 2008 | Kitt Peak    | Spacewatch          | —         | MPC                           |
| 342552     | 2008 UV240 | 26 out 2008 | Kitt Peak    | Spacewatch          | —         | MPC                           |
| 342553     | 2008 UV241 | 26 out 2008 | Mount Lemmon | Mount Lemmon Survey | Meliboea  | MPC                           |
| 342554     | 2008 UN242 | 26 out 2008 | Kitt Peak    | Spacewatch          | —         | MPC                           |
| 342555     | 2008 UO242 | 26 out 2008 | Kitt Peak    | Spacewatch          | —         | MPC                           |
| 342556     | 2008 UT244 | 26 out 2008 | Catalina     | CSS                 | —         | MPC                           |
| 342557     | 2008 UN245 | 26 out 2008 | Kitt Peak    | Spacewatch          | —         | MPC                           |
| 342558     | 2008 UW245 | 26 out 2008 | Kitt Peak    | Spacewatch          | —         | MPC                           |
| 342559     | 2008 UT247 | 26 out 2008 | Kitt Peak    | Spacewatch          | —         | MPC                           |
| 342560     | 2008 UG248 | 26 out 2008 | Kitt Peak    | Spacewatch          | —         | MPC                           |
| 342561     | 2008 UL250 | 27 out 2008 | Kitt Peak    | Spacewatch          | —         | MPC                           |
| 342562     | 2008 UB251 | 27 out 2008 | Kitt Peak    | Spacewatch          | —         | MPC                           |
| 342563     | 2008 UG251 | 27 out 2008 | Kitt Peak    | Spacewatch          | —         | MPC                           |
| 342564     | 2008 US251 | 27 out 2008 | Kitt Peak    | Spacewatch          | —         | MPC                           |
| 342565     | 2008 UP252 | 27 out 2008 | Kitt Peak    | Spacewatch          | —         | MPC                           |
| 342566     | 2008 UM254 | 27 out 2008 | Kitt Peak    | Spacewatch          | —         | MPC                           |
| 342567     | 2008 UW254 | 27 out 2008 | Kitt Peak    | Spacewatch          | —         | MPC                           |
| 342568     | 2008 UK255 | 27 out 2008 | Kitt Peak    | Spacewatch          | —         | MPC                           |
| 342569     | 2008 UX255 | 27 out 2008 | Kitt Peak    | Spacewatch          | —         | MPC                           |
| 342570     | 2008 UY257 | 27 out 2008 | Kitt Peak    | Spacewatch          | —         | MPC                           |
| 342571     | 2008 UH259 | 27 out 2008 | Kitt Peak    | Spacewatch          | —         | MPC                           |
| 342572     | 2008 UQ259 | 27 out 2008 | Kitt Peak    | Spacewatch          | —         | MPC                           |
| 342573     | 2008 UN261 | 27 out 2008 | Mount Lemmon | Mount Lemmon Survey | —         | MPC                           |
| 342574     | 2008 UB262 | 27 out 2008 | Kitt Peak    | Spacewatch          | —         | MPC                           |
| 342575     | 2008 UC264 | 28 out 2008 | Mount Lemmon | Mount Lemmon Survey | —         | MPC                           |
| 342576     | 2008 UP264 | 28 out 2008 | Kitt Peak    | Spacewatch          | —         | MPC                           |
| 342577     | 2008 UV266 | 28 out 2008 | Kitt Peak    | Spacewatch          | —         | MPC                           |
| 342578     | 2008 UW266 | 28 out 2008 | Kitt Peak    | Spacewatch          | —         | MPC                           |
| 342579     | 2008 UR267 | 28 out 2008 | Kitt Peak    | Spacewatch          | —         | MPC                           |
| 342580     | 2008 UK268 | 28 out 2008 | Kitt Peak    | Spacewatch          | —         | MPC                           |
| 342581     | 2008 UG269 | 28 out 2008 | Kitt Peak    | Spacewatch          | —         | MPC                           |
| 342582     | 2008 UP270 | 28 out 2008 | Catalina     | CSS                 | Phocaea   | MPC                           |
| 342583     | 2008 UF273 | 28 out 2008 | Mount Lemmon | Mount Lemmon Survey | —         | MPC                           |
| 342584     | 2008 UG277 | 28 out 2008 | Mount Lemmon | Mount Lemmon Survey | —         | MPC                           |
| 342585     | 2008 UO278 | 28 out 2008 | Mount Lemmon | Mount Lemmon Survey | —         | MPC                           |
| 342586     | 2008 UQ279 | 28 out 2008 | Mount Lemmon | Mount Lemmon Survey | —         | MPC                           |
| 342587     | 2008 UU283 | 24 set 2008 | Mount Lemmon | Mount Lemmon Survey | —         | MPC                           |
| 342588     | 2008 UQ288 | 28 out 2008 | Mount Lemmon | Mount Lemmon Survey | —         | MPC                           |
| 342589     | 2008 UH289 | 28 out 2008 | Kitt Peak    | Spacewatch          | —         | MPC                           |
| 342590     | 2008 UB292 | 29 out 2008 | Kitt Peak    | Spacewatch          | —         | MPC                           |
| 342591     | 2008 UH300 | 29 out 2008 | Kitt Peak    | Spacewatch          | —         | MPC                           |
| 342592     | 2008 UP300 | 29 out 2008 | Catalina     | CSS                 | —         | MPC                           |
| 342593     | 2008 UF301 | 29 out 2008 | Kitt Peak    | Spacewatch          | —         | MPC                           |
| 342594     | 2008 UF302 | 29 out 2008 | Kitt Peak    | Spacewatch          | —         | MPC                           |
| 342595     | 2008 UM302 | 29 out 2008 | Kitt Peak    | Spacewatch          | —         | MPC                           |
| 342596     | 2008 UP302 | 29 out 2008 | Kitt Peak    | Spacewatch          | —         | MPC                           |
| 342597     | 2008 UQ303 | 29 out 2008 | Kitt Peak    | Spacewatch          | —         | MPC                           |
| 342598     | 2008 UE308 | 30 out 2008 | Kitt Peak    | Spacewatch          | —         | MPC                           |
| 342599     | 2008 UT308 | 30 out 2008 | Kitt Peak    | Spacewatch          | —         | MPC                           |
| 342600     | 2008 UW310 | 30 out 2008 | Catalina     | CSS                 | —         | MPC                           |

## 342601–342700
| Designação   | Designação | Descoberta  | Descoberta      | Descobridor(es)     | Categoria | Mais informações / Referência |
| Permanente   | Provisória | Data        | Local           | Descobridor(es)     | Categoria | Mais informações / Referência |
| ------------ | ---------- | ----------- | --------------- | ------------------- | --------- | ----------------------------- |
| 342601       | 2008 UW313 | 30 out 2008 | Mount Lemmon    | Mount Lemmon Survey | —         | MPC                           |
| 342602       | 2008 UF315 | 30 out 2008 | Kitt Peak       | Spacewatch          | —         | MPC                           |
| 342603       | 2008 UW315 | 30 out 2008 | Kitt Peak       | Spacewatch          | —         | MPC                           |
| 342604       | 2008 UY320 | 31 out 2008 | Mount Lemmon    | Mount Lemmon Survey | —         | MPC                           |
| 342605       | 2008 UC321 | 31 out 2008 | Mount Lemmon    | Mount Lemmon Survey | —         | MPC                           |
| 342606       | 2008 UA322 | 31 out 2008 | Mount Lemmon    | Mount Lemmon Survey | —         | MPC                           |
| 342607       | 2008 UV322 | 31 out 2008 | Mount Lemmon    | Mount Lemmon Survey | —         | MPC                           |
| 342608       | 2008 UM323 | 31 out 2008 | Catalina        | CSS                 | —         | MPC                           |
| 342609       | 2008 UL324 | 31 out 2008 | Kitt Peak       | Spacewatch          | —         | MPC                           |
| 342610       | 2008 UO325 | 15 dez 2004 | Socorro         | LINEAR              | —         | MPC                           |
| 342611       | 2008 UE327 | 25 out 2008 | Siding Spring   | SSS                 | —         | MPC                           |
| 342612       | 2008 UN327 | 30 out 2008 | Catalina        | CSS                 | —         | MPC                           |
| 342613       | 2008 UO331 | 31 out 2008 | Catalina        | CSS                 | —         | MPC                           |
| 342614       | 2008 UH335 | 22 out 2008 | Kitt Peak       | Spacewatch          | —         | MPC                           |
| 342615       | 2008 UN336 | 23 out 2008 | Kitt Peak       | Spacewatch          | —         | MPC                           |
| 342616       | 2008 UJ338 | 21 out 2008 | Kitt Peak       | Spacewatch          | —         | MPC                           |
| 342617       | 2008 UF339 | 23 out 2008 | Kitt Peak       | Spacewatch          | —         | MPC                           |
| 342618       | 2008 UV339 | 23 out 2008 | Kitt Peak       | Spacewatch          | —         | MPC                           |
| 342619       | 2008 UR340 | 24 out 2008 | Catalina        | CSS                 | —         | MPC                           |
| 342620 Beita | 2008 UL341 | 25 out 2008 | La Cañada       | J. Lacruz           | —         | MPC                           |
| 342621       | 2008 UR341 | 26 out 2008 | Kitt Peak       | Spacewatch          | —         | MPC                           |
| 342622       | 2008 UV341 | 27 out 2008 | Kitt Peak       | Spacewatch          | —         | MPC                           |
| 342623       | 2008 UC342 | 28 out 2008 | Kitt Peak       | Spacewatch          | —         | MPC                           |
| 342624       | 2008 UM342 | 28 out 2008 | Mount Lemmon    | Mount Lemmon Survey | —         | MPC                           |
| 342625       | 2008 UP342 | 28 out 2008 | Mount Lemmon    | Mount Lemmon Survey | —         | MPC                           |
| 342626       | 2008 UL343 | 24 out 2008 | Catalina        | CSS                 | —         | MPC                           |
| 342627       | 2008 UR343 | 22 out 2008 | Kitt Peak       | Spacewatch          | —         | MPC                           |
| 342628       | 2008 UT344 | 30 out 2008 | Kitt Peak       | Spacewatch          | —         | MPC                           |
| 342629       | 2008 UD346 | 31 out 2008 | Mount Lemmon    | Mount Lemmon Survey | —         | MPC                           |
| 342630       | 2008 UL346 | 30 out 2008 | Mount Lemmon    | Mount Lemmon Survey | Brangane  | MPC                           |
| 342631       | 2008 UN346 | 31 out 2008 | Mount Lemmon    | Mount Lemmon Survey | —         | MPC                           |
| 342632       | 2008 UV349 | 28 out 2008 | Mount Lemmon    | Mount Lemmon Survey | —         | MPC                           |
| 342633       | 2008 UB352 | 30 out 2008 | Catalina        | CSS                 | —         | MPC                           |
| 342634       | 2008 UU352 | 27 out 2008 | Mount Lemmon    | Mount Lemmon Survey | —         | MPC                           |
| 342635       | 2008 UF353 | 20 out 2008 | Kitt Peak       | Spacewatch          | —         | MPC                           |
| 342636       | 2008 UR353 | 20 out 2008 | Kitt Peak       | Spacewatch          | —         | MPC                           |
| 342637       | 2008 UR354 | 27 out 2008 | Mount Lemmon    | Mount Lemmon Survey | —         | MPC                           |
| 342638       | 2008 UW355 | 27 out 2008 | Kitt Peak       | Spacewatch          | Pallas    | MPC                           |
| 342639       | 2008 UZ355 | 23 out 2008 | Kitt Peak       | Spacewatch          | —         | MPC                           |
| 342640       | 2008 UD356 | 20 out 2008 | Mount Lemmon    | Mount Lemmon Survey | —         | MPC                           |
| 342641       | 2008 UM356 | 23 out 2008 | Kitt Peak       | Spacewatch          | —         | MPC                           |
| 342642       | 2008 UA358 | 25 out 2008 | Kitt Peak       | Spacewatch          | —         | MPC                           |
| 342643       | 2008 UG360 | 21 out 2008 | Kitt Peak       | Spacewatch          | —         | MPC                           |
| 342644       | 2008 UZ363 | 26 out 2008 | Catalina        | CSS                 | —         | MPC                           |
| 342645       | 2008 UV364 | 29 out 2008 | Catalina        | CSS                 | —         | MPC                           |
| 342646       | 2008 UE367 | 24 out 2008 | Socorro         | LINEAR              | —         | MPC                           |
| 342647       | 2008 UM368 | 24 out 2008 | Catalina        | CSS                 | —         | MPC                           |
| 342648       | 2008 UP369 | 29 out 2008 | Socorro         | LINEAR              | —         | MPC                           |
| 342649       | 2008 UP370 | 29 out 2008 | Kitt Peak       | Spacewatch          | —         | MPC                           |
| 342650       | 2008 VQ1   | 2 nov 2008  | Socorro         | LINEAR              | —         | MPC                           |
| 342651       | 2008 VR1   | 2 nov 2008  | Socorro         | LINEAR              | —         | MPC                           |
| 342652       | 2008 VW2   | 2 nov 2008  | Socorro         | LINEAR              | —         | MPC                           |
| 342653       | 2008 VG3   | 6 out 2008  | La Sagra        | Mallorca Obs.       | —         | MPC                           |
| 342654       | 2008 VJ3   | 29 set 2008 | Mount Lemmon    | Mount Lemmon Survey | —         | MPC                           |
| 342655       | 2008 VO3   | 3 nov 2008  | Socorro         | LINEAR              | Eos       | MPC                           |
| 342656       | 2008 VV3   | 4 nov 2008  | Jarnac          | Jarnac Obs.         | —         | MPC                           |
| 342657       | 2008 VW3   | 4 nov 2008  | Vail-Jarnac     | Jarnac Obs.         | —         | MPC                           |
| 342658       | 2008 VC4   | 4 nov 2008  | Bisei SG Center | BATTeRS             | —         | MPC                           |
| 342659       | 2008 VP4   | 4 nov 2008  | Vail-Jarnac     | Jarnac Obs.         | —         | MPC                           |
| 342660       | 2008 VW4   | 6 nov 2008  | Nazaret         | G. Muler            | —         | MPC                           |
| 342661       | 2008 VK6   | 1 nov 2008  | Kitt Peak       | Spacewatch          | —         | MPC                           |
| 342662       | 2008 VR10  | 2 nov 2008  | Mount Lemmon    | Mount Lemmon Survey | —         | MPC                           |
| 342663       | 2008 VB12  | 2 nov 2008  | Mount Lemmon    | Mount Lemmon Survey | —         | MPC                           |
| 342664       | 2008 VZ12  | 3 nov 2008  | Mount Lemmon    | Mount Lemmon Survey | —         | MPC                           |
| 342665       | 2008 VB13  | 3 nov 2008  | Kitt Peak       | Spacewatch          | —         | MPC                           |
| 342666       | 2008 VC13  | 6 nov 2008  | Andrushivka     | Andrushivka Obs.    | —         | MPC                           |
| 342667       | 2008 VM13  | 2 dez 2004  | Catalina        | CSS                 | —         | MPC                           |
| 342668       | 2008 VZ14  | 7 nov 2008  | Mount Lemmon    | Mount Lemmon Survey | —         | MPC                           |
| 342669       | 2008 VP15  | 1 nov 2008  | Kitt Peak       | Spacewatch          | —         | MPC                           |
| 342670       | 2008 VQ15  | 1 nov 2008  | Kitt Peak       | Spacewatch          | —         | MPC                           |
| 342671       | 2008 VQ16  | 20 out 2008 | Kitt Peak       | Spacewatch          | —         | MPC                           |
| 342672       | 2008 VY25  | 2 nov 2008  | Kitt Peak       | Spacewatch          | —         | MPC                           |
| 342673       | 2008 VD31  | 12 mai 2007 | Kitt Peak       | Spacewatch          | —         | MPC                           |
| 342674       | 2008 VE35  | 2 nov 2008  | Mount Lemmon    | Mount Lemmon Survey | —         | MPC                           |
| 342675       | 2008 VU35  | 2 nov 2008  | Kitt Peak       | Spacewatch          | Maria     | MPC                           |
| 342676       | 2008 VD36  | 9 abr 2006  | Kitt Peak       | Spacewatch          | —         | MPC                           |
| 342677       | 2008 VC38  | 2 nov 2008  | Mount Lemmon    | Mount Lemmon Survey | —         | MPC                           |
| 342678       | 2008 VV38  | 2 nov 2008  | Kitt Peak       | Spacewatch          | —         | MPC                           |
| 342679       | 2008 VL39  | 2 nov 2008  | Kitt Peak       | Spacewatch          | —         | MPC                           |
| 342680       | 2008 VN41  | 3 nov 2008  | Catalina        | CSS                 | —         | MPC                           |
| 342681       | 2008 VT46  | 3 nov 2008  | Kitt Peak       | Spacewatch          | —         | MPC                           |
| 342682       | 2008 VT50  | 4 nov 2008  | Catalina        | CSS                 | —         | MPC                           |
| 342683       | 2008 VW52  | 6 nov 2008  | Mount Lemmon    | Mount Lemmon Survey | —         | MPC                           |
| 342684       | 2008 VB53  | 6 nov 2008  | Mount Lemmon    | Mount Lemmon Survey | —         | MPC                           |
| 342685       | 2008 VL53  | 6 nov 2008  | Catalina        | CSS                 | —         | MPC                           |
| 342686       | 2008 VX57  | 6 nov 2008  | Catalina        | CSS                 | —         | MPC                           |
| 342687       | 2008 VL59  | 22 set 2008 | Mount Lemmon    | Mount Lemmon Survey | —         | MPC                           |
| 342688       | 2008 VZ60  | 8 nov 2008  | Mount Lemmon    | Mount Lemmon Survey | —         | MPC                           |
| 342689       | 2008 VZ61  | 2 out 2008  | Mount Lemmon    | Mount Lemmon Survey | —         | MPC                           |
| 342690       | 2008 VK64  | 10 nov 2008 | La Sagra        | Mallorca Obs.       | Phocaea   | MPC                           |
| 342691       | 2008 VQ64  | 10 nov 2008 | La Sagra        | Mallorca Obs.       | —         | MPC                           |
| 342692       | 2008 VT66  | 3 nov 2008  | Kitt Peak       | Spacewatch          | —         | MPC                           |
| 342693       | 2008 VV67  | 9 nov 2008  | Kitt Peak       | Spacewatch          | Themis    | MPC                           |
| 342694       | 2008 VQ69  | 8 nov 2008  | Kitt Peak       | Spacewatch          | —         | MPC                           |
| 342695       | 2008 VD71  | 9 nov 2008  | Kitt Peak       | Spacewatch          | —         | MPC                           |
| 342696       | 2008 VR71  | 2 nov 2008  | Mount Lemmon    | Mount Lemmon Survey | —         | MPC                           |
| 342697       | 2008 VS71  | 6 nov 2008  | Kitt Peak       | Spacewatch          | —         | MPC                           |
| 342698       | 2008 VB72  | 3 nov 2008  | Catalina        | CSS                 | —         | MPC                           |
| 342699       | 2008 VO72  | 7 nov 2008  | Mount Lemmon    | Mount Lemmon Survey | —         | MPC                           |
| 342700       | 2008 VH73  | 3 nov 2008  | Kitt Peak       | Spacewatch          | Eos       | MPC                           |

## 342701–342800
| Designação | Designação | Descoberta  | Descoberta        | Descobridor(es)        | Categoria | Mais informações / Referência |
| Permanente | Provisória | Data        | Local             | Descobridor(es)        | Categoria | Mais informações / Referência |
| ---------- | ---------- | ----------- | ----------------- | ---------------------- | --------- | ----------------------------- |
| 342701     | 2008 VH75  | 3 nov 2008  | Catalina          | CSS                    | —         | MPC                           |
| 342702     | 2008 VW77  | 6 nov 2008  | Mount Lemmon      | Mount Lemmon Survey    | —         | MPC                           |
| 342703     | 2008 VP78  | 7 nov 2008  | Mount Lemmon      | Mount Lemmon Survey    | —         | MPC                           |
| 342704     | 2008 VJ79  | 2 nov 2008  | Mount Lemmon      | Mount Lemmon Survey    | —         | MPC                           |
| 342705     | 2008 VS79  | 18 set 2003 | Palomar           | NEAT                   | —         | MPC                           |
| 342706     | 2008 VD80  | 6 nov 2008  | Kitt Peak         | Spacewatch             | —         | MPC                           |
| 342707     | 2008 VJ80  | 1 nov 2008  | Mount Lemmon      | Mount Lemmon Survey    | —         | MPC                           |
| 342708     | 2008 WG1   | 17 nov 2008 | Catalina          | CSS                    | —         | MPC                           |
| 342709     | 2008 WW1   | 18 nov 2008 | Socorro           | LINEAR                 | —         | MPC                           |
| 342710     | 2008 WR2   | 18 nov 2008 | Bisei SG Center   | BATTeRS                | —         | MPC                           |
| 342711     | 2008 WH3   | 17 nov 2008 | Kitt Peak         | Spacewatch             | —         | MPC                           |
| 342712     | 2008 WC10  | 17 nov 2008 | Kitt Peak         | Spacewatch             | —         | MPC                           |
| 342713     | 2008 WP12  | 18 nov 2008 | Kitt Peak         | Spacewatch             | —         | MPC                           |
| 342714     | 2008 WF13  | 18 nov 2008 | Socorro           | LINEAR                 | —         | MPC                           |
| 342715     | 2008 WU13  | 27 out 2008 | Kitt Peak         | Spacewatch             | —         | MPC                           |
| 342716     | 2008 WU14  | 17 nov 2008 | Kitt Peak         | Spacewatch             | —         | MPC                           |
| 342717     | 2008 WB15  | 17 nov 2008 | Kitt Peak         | Spacewatch             | —         | MPC                           |
| 342718     | 2008 WE16  | 17 nov 2008 | Kitt Peak         | Spacewatch             | —         | MPC                           |
| 342719     | 2008 WW16  | 17 nov 2008 | Kitt Peak         | Spacewatch             | —         | MPC                           |
| 342720     | 2008 WQ21  | 17 nov 2008 | Kitt Peak         | Spacewatch             | —         | MPC                           |
| 342721     | 2008 WC23  | 18 nov 2008 | Catalina          | CSS                    | —         | MPC                           |
| 342722     | 2008 WJ23  | 18 nov 2008 | Catalina          | CSS                    | —         | MPC                           |
| 342723     | 2008 WL23  | 18 nov 2008 | Catalina          | CSS                    | —         | MPC                           |
| 342724     | 2008 WA24  | 18 nov 2008 | Catalina          | CSS                    | —         | MPC                           |
| 342725     | 2008 WL25  | 18 nov 2008 | Kitt Peak         | Spacewatch             | —         | MPC                           |
| 342726     | 2008 WQ25  | 23 out 2008 | Kitt Peak         | Spacewatch             | —         | MPC                           |
| 342727     | 2008 WP32  | 20 nov 2008 | Mayhill           | A. Lowe                | —         | MPC                           |
| 342728     | 2008 WD34  | 17 nov 2008 | Kitt Peak         | Spacewatch             | —         | MPC                           |
| 342729     | 2008 WG34  | 17 nov 2008 | Kitt Peak         | Spacewatch             | —         | MPC                           |
| 342730     | 2008 WB39  | 28 out 2008 | Kitt Peak         | Spacewatch             | —         | MPC                           |
| 342731     | 2008 WD40  | 17 nov 2008 | Kitt Peak         | Spacewatch             | —         | MPC                           |
| 342732     | 2008 WW41  | 17 nov 2008 | Kitt Peak         | Spacewatch             | —         | MPC                           |
| 342733     | 2008 WO42  | 17 nov 2008 | Kitt Peak         | Spacewatch             | —         | MPC                           |
| 342734     | 2008 WF43  | 17 nov 2008 | Kitt Peak         | Spacewatch             | —         | MPC                           |
| 342735     | 2008 WZ44  | 17 nov 2008 | Kitt Peak         | Spacewatch             | —         | MPC                           |
| 342736     | 2008 WK46  | 17 nov 2008 | Kitt Peak         | Spacewatch             | —         | MPC                           |
| 342737     | 2008 WV48  | 18 nov 2008 | Catalina          | CSS                    | —         | MPC                           |
| 342738     | 2008 WB49  | 18 nov 2008 | Catalina          | CSS                    | —         | MPC                           |
| 342739     | 2008 WS49  | 25 mar 2006 | Kitt Peak         | Spacewatch             | —         | MPC                           |
| 342740     | 2008 WM51  | 18 nov 2008 | Kitt Peak         | Spacewatch             | —         | MPC                           |
| 342741     | 2008 WK54  | 19 nov 2008 | Kitt Peak         | Spacewatch             | —         | MPC                           |
| 342742     | 2008 WU54  | 19 nov 2008 | Mount Lemmon      | Mount Lemmon Survey    | —         | MPC                           |
| 342743     | 2008 WT60  | 19 nov 2008 | Socorro           | LINEAR                 | —         | MPC                           |
| 342744     | 2008 WD61  | 23 nov 2008 | Socorro           | LINEAR                 | —         | MPC                           |
| 342745     | 2008 WT61  | 22 nov 2008 | La Sagra          | Mallorca Obs.          | —         | MPC                           |
| 342746     | 2008 WV62  | 21 nov 2008 | Bisei SG Center   | BATTeRS                | —         | MPC                           |
| 342747     | 2008 WK63  | 20 nov 2008 | Socorro           | LINEAR                 | Phocaea   | MPC                           |
| 342748     | 2008 WU65  | 25 set 2008 | Mount Lemmon      | Mount Lemmon Survey    | —         | MPC                           |
| 342749     | 2008 WU66  | 18 nov 2008 | Kitt Peak         | Spacewatch             | —         | MPC                           |
| 342750     | 2008 WN67  | 18 nov 2008 | Kitt Peak         | Spacewatch             | —         | MPC                           |
| 342751     | 2008 WW67  | 10 dez 2004 | Kitt Peak         | Spacewatch             | —         | MPC                           |
| 342752     | 2008 WY68  | 18 nov 2008 | Kitt Peak         | Spacewatch             | —         | MPC                           |
| 342753     | 2008 WU73  | 19 nov 2008 | Mount Lemmon      | Mount Lemmon Survey    | —         | MPC                           |
| 342754     | 2008 WJ75  | 23 set 2008 | Mount Lemmon      | Mount Lemmon Survey    | —         | MPC                           |
| 342755     | 2008 WG78  | 20 nov 2008 | Kitt Peak         | Spacewatch             | Eos       | MPC                           |
| 342756     | 2008 WK79  | 20 nov 2008 | Kitt Peak         | Spacewatch             | —         | MPC                           |
| 342757     | 2008 WX81  | 20 nov 2008 | Kitt Peak         | Spacewatch             | —         | MPC                           |
| 342758     | 2008 WF83  | 20 nov 2008 | Kitt Peak         | Spacewatch             | —         | MPC                           |
| 342759     | 2008 WD85  | 20 nov 2008 | Kitt Peak         | Spacewatch             | —         | MPC                           |
| 342760     | 2008 WV88  | 21 nov 2008 | Mount Lemmon      | Mount Lemmon Survey    | —         | MPC                           |
| 342761     | 2008 WL92  | 24 nov 2008 | Dauban            | F. Kugel               | —         | MPC                           |
| 342762     | 2008 WW94  | 26 nov 2008 | Farra d'Isonzo    | Farra d'Isonzo         | —         | MPC                           |
| 342763     | 2008 WD95  | 21 nov 2008 | Cerro Burek       | Alianza S4 Obs.        | —         | MPC                           |
| 342764     | 2008 WL95  | 26 out 2008 | Mount Lemmon      | Mount Lemmon Survey    | —         | MPC                           |
| 342765     | 2008 WB97  | 28 nov 2008 | 37432 Piszkéstető | K. Sárneczky, C. Orgel | —         | MPC                           |
| 342766     | 2008 WC97  | 17 nov 2008 | Catalina          | CSS                    | —         | MPC                           |
| 342767     | 2008 WU97  | 19 nov 2008 | Catalina          | CSS                    | —         | MPC                           |
| 342768     | 2008 WL98  | 24 nov 2008 | Mount Lemmon      | Mount Lemmon Survey    | —         | MPC                           |
| 342769     | 2008 WS98  | 23 nov 2008 | La Sagra          | Mallorca Obs.          | —         | MPC                           |
| 342770     | 2008 WV98  | 23 nov 2008 | La Sagra          | Mallorca Obs.          | —         | MPC                           |
| 342771     | 2008 WH101 | 26 nov 2008 | La Sagra          | Mallorca Obs.          | —         | MPC                           |
| 342772     | 2008 WK101 | 27 nov 2008 | Antares           | ARO                    | —         | MPC                           |
| 342773     | 2008 WM101 | 27 nov 2008 | Črni Vrh          | Črni Vrh               | —         | MPC                           |
| 342774     | 2008 WP101 | 30 nov 2008 | Socorro           | LINEAR                 | —         | MPC                           |
| 342775     | 2008 WO102 | 19 nov 2008 | Catalina          | CSS                    | —         | MPC                           |
| 342776     | 2008 WN103 | 30 nov 2008 | Kitt Peak         | Spacewatch             | —         | MPC                           |
| 342777     | 2008 WH106 | 30 nov 2008 | Kitt Peak         | Spacewatch             | —         | MPC                           |
| 342778     | 2008 WN107 | 21 out 2008 | Mount Lemmon      | Mount Lemmon Survey    | —         | MPC                           |
| 342779     | 2008 WG108 | 30 nov 2008 | Catalina          | CSS                    | —         | MPC                           |
| 342780     | 2008 WN109 | 30 nov 2008 | Kitt Peak         | Spacewatch             | —         | MPC                           |
| 342781     | 2008 WO109 | 30 nov 2008 | Kitt Peak         | Spacewatch             | —         | MPC                           |
| 342782     | 2008 WT110 | 22 out 2008 | Kitt Peak         | Spacewatch             | —         | MPC                           |
| 342783     | 2008 WE113 | 30 nov 2008 | Kitt Peak         | Spacewatch             | —         | MPC                           |
| 342784     | 2008 WW113 | 30 nov 2008 | Kitt Peak         | Spacewatch             | —         | MPC                           |
| 342785     | 2008 WG114 | 30 nov 2008 | Kitt Peak         | Spacewatch             | —         | MPC                           |
| 342786     | 2008 WR117 | 30 out 2008 | Kitt Peak         | Spacewatch             | —         | MPC                           |
| 342787     | 2008 WA120 | 29 set 2003 | Anderson Mesa     | LONEOS                 | —         | MPC                           |
| 342788     | 2008 WL120 | 30 nov 2008 | Kitt Peak         | Spacewatch             | —         | MPC                           |
| 342789     | 2008 WH122 | 30 nov 2008 | Catalina          | CSS                    | Meliboea  | MPC                           |
| 342790     | 2008 WW122 | 30 nov 2008 | Kitt Peak         | Spacewatch             | —         | MPC                           |
| 342791     | 2008 WJ125 | 24 nov 2008 | Kitt Peak         | Spacewatch             | —         | MPC                           |
| 342792     | 2008 WT126 | 24 nov 2008 | Mount Lemmon      | Mount Lemmon Survey    | —         | MPC                           |
| 342793     | 2008 WR129 | 17 nov 2008 | Kitt Peak         | Spacewatch             | —         | MPC                           |
| 342794     | 2008 WA134 | 19 nov 2008 | Mount Lemmon      | Mount Lemmon Survey    | Phocaea   | MPC                           |
| 342795     | 2008 WJ134 | 21 nov 2008 | Mount Lemmon      | Mount Lemmon Survey    | —         | MPC                           |
| 342796     | 2008 WD135 | 18 nov 2008 | Kitt Peak         | Spacewatch             | —         | MPC                           |
| 342797     | 2008 WU135 | 19 nov 2008 | Kitt Peak         | Spacewatch             | —         | MPC                           |
| 342798     | 2008 WW135 | 19 nov 2008 | Kitt Peak         | Spacewatch             | —         | MPC                           |
| 342799     | 2008 WV136 | 21 nov 2008 | Kitt Peak         | Spacewatch             | —         | MPC                           |
| 342800     | 2008 WO137 | 22 nov 2008 | Kitt Peak         | Spacewatch             | —         | MPC                           |

## 342801–342900
| Designação        | Designação | Descoberta  | Descoberta        | Descobridor(es)      | Categoria | Mais informações / Referência |
| Permanente        | Provisória | Data        | Local             | Descobridor(es)      | Categoria | Mais informações / Referência |
| ----------------- | ---------- | ----------- | ----------------- | -------------------- | --------- | ----------------------------- |
| 342801            | 2008 WH139 | 30 nov 2008 | Socorro           | LINEAR               | —         | MPC                           |
| 342802            | 2008 WQ139 | 23 nov 2008 | Mount Lemmon      | Mount Lemmon Survey  | —         | MPC                           |
| 342803            | 2008 WH140 | 17 nov 2008 | Catalina          | CSS                  | —         | MPC                           |
| 342804            | 2008 WX140 | 9 mar 2002  | Kitt Peak         | Spacewatch           | —         | MPC                           |
| 342805            | 2008 WO141 | 12 dez 2004 | Catalina          | CSS                  | —         | MPC                           |
| 342806            | 2008 WU141 | 26 out 2003 | Kitt Peak         | Spacewatch           | —         | MPC                           |
| 342807            | 2008 XO1   | 2 dez 2008  | Bisei SG Center   | BATTeRS              | —         | MPC                           |
| 342808            | 2008 XV1   | 4 dez 2008  | Mayhill           | A. Lowe              | —         | MPC                           |
| 342809            | 2008 XK3   | 4 dez 2008  | Vail-Jarnac       | Jarnac Obs.          | —         | MPC                           |
| 342810            | 2008 XQ3   | 2 dez 2008  | Socorro           | LINEAR               | —         | MPC                           |
| 342811            | 2008 XW3   | 2 dez 2008  | Socorro           | LINEAR               | —         | MPC                           |
| 342812            | 2008 XR4   | 15 dez 2004 | Socorro           | LINEAR               | —         | MPC                           |
| 342813            | 2008 XE6   | 4 dez 2008  | Socorro           | LINEAR               | —         | MPC                           |
| 342814            | 2008 XR6   | 4 dez 2008  | Socorro           | LINEAR               | —         | MPC                           |
| 342815            | 2008 XU6   | 3 dez 2008  | Marly             | P. Kocher            | —         | MPC                           |
| 342816            | 2008 XV6   | 6 dez 2008  | Bisei SG Center   | BATTeRS              | —         | MPC                           |
| 342817            | 2008 XQ8   | 1 dez 2008  | Mount Lemmon      | Mount Lemmon Survey  | —         | MPC                           |
| 342818            | 2008 XD14  | 1 dez 2008  | Kitt Peak         | Spacewatch           | —         | MPC                           |
| 342819            | 2008 XJ16  | 1 dez 2008  | Kitt Peak         | Spacewatch           | —         | MPC                           |
| 342820            | 2008 XP16  | 1 dez 2008  | Kitt Peak         | Spacewatch           | —         | MPC                           |
| 342821            | 2008 XQ20  | 1 dez 2008  | Mount Lemmon      | Mount Lemmon Survey  | Eos       | MPC                           |
| 342822            | 2008 XO21  | 1 dez 2008  | Kitt Peak         | Spacewatch           | —         | MPC                           |
| 342823            | 2008 XQ29  | 1 dez 2008  | Kitt Peak         | Spacewatch           | —         | MPC                           |
| 342824            | 2008 XB30  | 1 dez 2008  | Mount Lemmon      | Mount Lemmon Survey  | —         | MPC                           |
| 342825            | 2008 XS30  | 2 dez 2008  | Kitt Peak         | Spacewatch           | —         | MPC                           |
| 342826            | 2008 XE31  | 11 abr 2002 | Kitt Peak         | M. W. Buie           | —         | MPC                           |
| 342827            | 2008 XL35  | 2 dez 2008  | Kitt Peak         | Spacewatch           | —         | MPC                           |
| 342828            | 2008 XP35  | 6 nov 2008  | Kitt Peak         | Spacewatch           | —         | MPC                           |
| 342829            | 2008 XG36  | 2 dez 2008  | Kitt Peak         | Spacewatch           | —         | MPC                           |
| 342830            | 2008 XQ36  | 2 dez 2008  | Kitt Peak         | Spacewatch           | —         | MPC                           |
| 342831            | 2008 XG37  | 2 dez 2008  | Kitt Peak         | Spacewatch           | —         | MPC                           |
| 342832            | 2008 XR38  | 2 dez 2008  | Kitt Peak         | Spacewatch           | —         | MPC                           |
| 342833            | 2008 XJ40  | 2 dez 2008  | Kitt Peak         | Spacewatch           | —         | MPC                           |
| 342834            | 2008 XQ42  | 2 dez 2008  | Kitt Peak         | Spacewatch           | Brangane  | MPC                           |
| 342835            | 2008 XX46  | 6 dez 2008  | Kitt Peak         | Spacewatch           | —         | MPC                           |
| 342836            | 2008 XN47  | 2 dez 2008  | Kitt Peak         | Spacewatch           | —         | MPC                           |
| 342837            | 2008 XA49  | 4 dez 2008  | Kitt Peak         | Spacewatch           | —         | MPC                           |
| 342838            | 2008 XM49  | 7 dez 2008  | Mount Lemmon      | Mount Lemmon Survey  | —         | MPC                           |
| 342839            | 2008 XD55  | 7 dez 2008  | Socorro           | LINEAR               | Phocaea   | MPC                           |
| 342840            | 2008 XU55  | 1 dez 2008  | Mount Lemmon      | Mount Lemmon Survey  | —         | MPC                           |
| 342841            | 2008 YG    | 17 dez 2008 | Hibiscus          | N. Teamo             | —         | MPC                           |
| 342842            | 2008 YB3   | 18 dez 2008 | Siding Spring     | SSS                  | —         | MPC                           |
| 342843 Davidbowie | 2008 YN3   | 21 dez 2008 | Calar Alto        | F. Hormuth           | —         | MPC                           |
| 342844            | 2008 YA4   | 22 dez 2008 | Calar Alto        | F. Hormuth           | —         | MPC                           |
| 342845            | 2008 YF4   | 22 dez 2008 | Dauban            | F. Kugel             | Eos       | MPC                           |
| 342846            | 2008 YV4   | 20 dez 2008 | Catalina          | CSS                  | —         | MPC                           |
| 342847            | 2008 YL5   | 22 dez 2008 | Mayhill           | A. Lowe              | —         | MPC                           |
| 342848            | 2008 YQ5   | 22 dez 2008 | Marly             | P. Kocher            | —         | MPC                           |
| 342849            | 2008 YF10  | 20 dez 2008 | Mount Lemmon      | Mount Lemmon Survey  | —         | MPC                           |
| 342850            | 2008 YB11  | 20 dez 2008 | Mount Lemmon      | Mount Lemmon Survey  | —         | MPC                           |
| 342851            | 2008 YV12  | 21 dez 2008 | Mount Lemmon      | Mount Lemmon Survey  | —         | MPC                           |
| 342852            | 2008 YX12  | 21 dez 2008 | Mount Lemmon      | Mount Lemmon Survey  | —         | MPC                           |
| 342853            | 2008 YA14  | 20 dez 2008 | Mount Lemmon      | Mount Lemmon Survey  | —         | MPC                           |
| 342854            | 2008 YF14  | 20 dez 2008 | Lulin Observatory | LUSS                 | —         | MPC                           |
| 342855            | 2008 YL15  | 21 dez 2008 | Kitt Peak         | Spacewatch           | —         | MPC                           |
| 342856            | 2008 YM15  | 21 dez 2008 | Kitt Peak         | Spacewatch           | —         | MPC                           |
| 342857            | 2008 YN17  | 21 dez 2008 | Mount Lemmon      | Mount Lemmon Survey  | —         | MPC                           |
| 342858            | 2008 YF18  | 21 dez 2008 | Kitt Peak         | Spacewatch           | —         | MPC                           |
| 342859            | 2008 YF23  | 19 dez 2008 | La Sagra          | Mallorca Obs.        | —         | MPC                           |
| 342860            | 2008 YL23  | 20 dez 2008 | La Sagra          | Mallorca Obs.        | —         | MPC                           |
| 342861            | 2008 YF24  | 22 dez 2008 | La Sagra          | Mallorca Obs.        | —         | MPC                           |
| 342862            | 2008 YL27  | 22 dez 2008 | Socorro           | LINEAR               | —         | MPC                           |
| 342863            | 2008 YO30  | 30 dez 2008 | Piszkéstető       | K. Sárneczky         | Brangane  | MPC                           |
| 342864            | 2008 YF32  | 31 dez 2008 | Nazaret           | G. Muler, J. M. Ruiz | —         | MPC                           |
| 342865            | 2008 YN32  | 20 dez 2008 | Socorro           | LINEAR               | —         | MPC                           |
| 342866            | 2008 YU32  | 31 dez 2008 | Mount Lemmon      | Mount Lemmon Survey  | —         | MPC                           |
| 342867            | 2008 YP34  | 31 dez 2008 | Bergisch Gladbac  | W. Bickel            | Brangane  | MPC                           |
| 342868            | 2008 YJ35  | 22 dez 2008 | Kitt Peak         | Spacewatch           | —         | MPC                           |
| 342869            | 2008 YJ38  | 29 dez 2008 | Kitt Peak         | Spacewatch           | —         | MPC                           |
| 342870            | 2008 YY38  | 29 dez 2008 | Kitt Peak         | Spacewatch           | —         | MPC                           |
| 342871            | 2008 YE40  | 29 dez 2008 | Mount Lemmon      | Mount Lemmon Survey  | —         | MPC                           |
| 342872            | 2008 YQ40  | 29 dez 2008 | Mount Lemmon      | Mount Lemmon Survey  | —         | MPC                           |
| 342873            | 2008 YS40  | 29 dez 2008 | Mount Lemmon      | Mount Lemmon Survey  | —         | MPC                           |
| 342874            | 2008 YP42  | 29 dez 2008 | Kitt Peak         | Spacewatch           | Phocaea   | MPC                           |
| 342875            | 2008 YP49  | 15 out 2007 | Kitt Peak         | Spacewatch           | —         | MPC                           |
| 342876            | 2008 YG52  | 3 nov 2007  | Mount Lemmon      | Mount Lemmon Survey  | Brangane  | MPC                           |
| 342877            | 2008 YV52  | 29 dez 2008 | Mount Lemmon      | Mount Lemmon Survey  | —         | MPC                           |
| 342878            | 2008 YP54  | 29 dez 2008 | Mount Lemmon      | Mount Lemmon Survey  | —         | MPC                           |
| 342879            | 2008 YV54  | 29 dez 2008 | Mount Lemmon      | Mount Lemmon Survey  | —         | MPC                           |
| 342880            | 2008 YX56  | 30 dez 2008 | Kitt Peak         | Spacewatch           | —         | MPC                           |
| 342881            | 2008 YC58  | 30 dez 2008 | Kitt Peak         | Spacewatch           | —         | MPC                           |
| 342882            | 2008 YO58  | 30 dez 2008 | Kitt Peak         | Spacewatch           | —         | MPC                           |
| 342883            | 2008 YG64  | 30 dez 2008 | Mount Lemmon      | Mount Lemmon Survey  | —         | MPC                           |
| 342884            | 2008 YE71  | 29 dez 2008 | Mount Lemmon      | Mount Lemmon Survey  | —         | MPC                           |
| 342885            | 2008 YK74  | 30 dez 2008 | Kitt Peak         | Spacewatch           | —         | MPC                           |
| 342886            | 2008 YM83  | 31 dez 2008 | Kitt Peak         | Spacewatch           | —         | MPC                           |
| 342887            | 2008 YT84  | 31 dez 2008 | Kitt Peak         | Spacewatch           | —         | MPC                           |
| 342888            | 2008 YK85  | 29 dez 2008 | Kitt Peak         | Spacewatch           | —         | MPC                           |
| 342889            | 2008 YM85  | 29 dez 2008 | Kitt Peak         | Spacewatch           | —         | MPC                           |
| 342890            | 2008 YJ94  | 29 dez 2008 | Kitt Peak         | Spacewatch           | —         | MPC                           |
| 342891            | 2008 YF95  | 29 dez 2008 | Kitt Peak         | Spacewatch           | —         | MPC                           |
| 342892            | 2008 YG99  | 29 dez 2008 | Kitt Peak         | Spacewatch           | Maria     | MPC                           |
| 342893            | 2008 YG100 | 29 dez 2008 | Kitt Peak         | Spacewatch           | —         | MPC                           |
| 342894            | 2008 YP100 | 29 dez 2008 | Kitt Peak         | Spacewatch           | —         | MPC                           |
| 342895            | 2008 YT100 | 29 dez 2008 | Kitt Peak         | Spacewatch           | —         | MPC                           |
| 342896            | 2008 YW101 | 29 dez 2008 | Kitt Peak         | Spacewatch           | —         | MPC                           |
| 342897            | 2008 YM107 | 29 dez 2008 | Kitt Peak         | Spacewatch           | —         | MPC                           |
| 342898            | 2008 YZ110 | 31 dez 2008 | Kitt Peak         | Spacewatch           | —         | MPC                           |
| 342899            | 2008 YW113 | 29 dez 2008 | Kitt Peak         | Spacewatch           | —         | MPC                           |
| 342900            | 2008 YZ117 | 29 dez 2008 | Mount Lemmon      | Mount Lemmon Survey  | Brangane  | MPC                           |

## 342901–343000
| Designação       | Designação | Descoberta  | Descoberta      | Descobridor(es)      | Categoria | Mais informações / Referência |
| Permanente       | Provisória | Data        | Local           | Descobridor(es)      | Categoria | Mais informações / Referência |
| ---------------- | ---------- | ----------- | --------------- | -------------------- | --------- | ----------------------------- |
| 342901           | 2008 YO120 | 30 dez 2008 | Kitt Peak       | Spacewatch           | —         | MPC                           |
| 342902           | 2008 YM121 | 30 dez 2008 | Kitt Peak       | Spacewatch           | —         | MPC                           |
| 342903           | 2008 YP123 | 30 dez 2008 | Kitt Peak       | Spacewatch           | Eos       | MPC                           |
| 342904           | 2008 YL125 | 30 dez 2008 | Kitt Peak       | Spacewatch           | —         | MPC                           |
| 342905           | 2008 YP126 | 30 dez 2008 | Kitt Peak       | Spacewatch           | —         | MPC                           |
| 342906           | 2008 YE127 | 30 dez 2008 | Kitt Peak       | Spacewatch           | —         | MPC                           |
| 342907           | 2008 YN127 | 21 dez 2008 | Kitt Peak       | Spacewatch           | —         | MPC                           |
| 342908           | 2008 YP133 | 29 dez 2008 | Catalina        | CSS                  | —         | MPC                           |
| 342909           | 2008 YK134 | 30 dez 2008 | Kitt Peak       | Spacewatch           | Themis    | MPC                           |
| 342910           | 2008 YM146 | 30 dez 2008 | Kitt Peak       | Spacewatch           | —         | MPC                           |
| 342911           | 2008 YG149 | 21 dez 2008 | Kitt Peak       | Spacewatch           | —         | MPC                           |
| 342912           | 2008 YZ151 | 22 dez 2008 | Mount Lemmon    | Mount Lemmon Survey  | Brangane  | MPC                           |
| 342913           | 2008 YM153 | 21 dez 2008 | Kitt Peak       | Spacewatch           | —         | MPC                           |
| 342914           | 2008 YT153 | 21 dez 2008 | Catalina        | CSS                  | —         | MPC                           |
| 342915           | 2008 YA154 | 21 dez 2008 | Kitt Peak       | Spacewatch           | —         | MPC                           |
| 342916           | 2008 YN155 | 22 dez 2008 | Kitt Peak       | Spacewatch           | —         | MPC                           |
| 342917           | 2008 YA156 | 25 dez 2008 | Lulin           | LUSS                 | —         | MPC                           |
| 342918           | 2008 YP156 | 30 dez 2008 | Mount Lemmon    | Mount Lemmon Survey  | Maria     | MPC                           |
| 342919           | 2008 YY156 | 21 dez 2008 | Catalina        | CSS                  | —         | MPC                           |
| 342920           | 2008 YW157 | 30 dez 2008 | Mount Lemmon    | Mount Lemmon Survey  | —         | MPC                           |
| 342921           | 2008 YM158 | 29 dez 2008 | Mount Lemmon    | Mount Lemmon Survey  | —         | MPC                           |
| 342922           | 2008 YE167 | 1 abr 2001  | Anderson Mesa   | LONEOS               | Phocaea   | MPC                           |
| 342923           | 2008 YN168 | 31 dez 2008 | Catalina        | CSS                  | —         | MPC                           |
| 342924           | 2008 YT168 | 1 nov 2008  | Mount Lemmon    | Mount Lemmon Survey  | —         | MPC                           |
| 342925           | 2008 YO169 | 30 dez 2008 | Mount Lemmon    | Mount Lemmon Survey  | —         | MPC                           |
| 342926           | 2008 YX169 | 21 dez 2008 | Catalina        | CSS                  | —         | MPC                           |
| 342927           | 2008 YA171 | 31 dez 2008 | Kitt Peak       | Spacewatch           | —         | MPC                           |
| 342928           | 2008 YJ171 | 29 dez 2008 | Catalina        | CSS                  | —         | MPC                           |
| 342929           | 2008 YW171 | 22 dez 2008 | Kitt Peak       | Spacewatch           | —         | MPC                           |
| 342930           | 2009 AV1   | 3 jan 2009  | Wildberg        | R. Apitzsch          | —         | MPC                           |
| 342931           | 2009 AF12  | 2 jan 2009  | Mount Lemmon    | Mount Lemmon Survey  | —         | MPC                           |
| 342932           | 2009 AY18  | 2 jan 2009  | Kitt Peak       | Spacewatch           | —         | MPC                           |
| 342933           | 2009 AH21  | 3 jan 2009  | Kitt Peak       | Spacewatch           | —         | MPC                           |
| 342934           | 2009 AR21  | 3 jan 2009  | Kitt Peak       | Spacewatch           | Eos       | MPC                           |
| 342935           | 2009 AV21  | 3 jan 2009  | Kitt Peak       | Spacewatch           | —         | MPC                           |
| 342936           | 2009 AS22  | 3 jan 2009  | Kitt Peak       | Spacewatch           | —         | MPC                           |
| 342937           | 2009 AJ23  | 3 jan 2009  | Kitt Peak       | Spacewatch           | —         | MPC                           |
| 342938           | 2009 AX23  | 3 jan 2009  | Kitt Peak       | Spacewatch           | —         | MPC                           |
| 342939           | 2009 AA24  | 3 jan 2009  | Kitt Peak       | Spacewatch           | —         | MPC                           |
| 342940           | 2009 AH24  | 3 jan 2009  | Kitt Peak       | Spacewatch           | —         | MPC                           |
| 342941           | 2009 AU30  | 15 jan 2009 | Kitt Peak       | Spacewatch           | —         | MPC                           |
| 342942           | 2009 AY31  | 15 jan 2009 | Kitt Peak       | Spacewatch           | —         | MPC                           |
| 342943           | 2009 AO32  | 15 jan 2009 | Kitt Peak       | Spacewatch           | Brangane  | MPC                           |
| 342944           | 2009 AX32  | 15 jan 2009 | Kitt Peak       | Spacewatch           | —         | MPC                           |
| 342945           | 2009 AK35  | 15 jan 2009 | Kitt Peak       | Spacewatch           | —         | MPC                           |
| 342946           | 2009 AY36  | 15 jan 2009 | Kitt Peak       | Spacewatch           | —         | MPC                           |
| 342947           | 2009 AS37  | 15 jan 2009 | Kitt Peak       | Spacewatch           | —         | MPC                           |
| 342948           | 2009 AZ37  | 15 jan 2009 | Kitt Peak       | Spacewatch           | —         | MPC                           |
| 342949           | 2009 AQ38  | 15 jan 2009 | Kitt Peak       | Spacewatch           | Ursula    | MPC                           |
| 342950           | 2009 AD39  | 15 jan 2009 | Kitt Peak       | Spacewatch           | —         | MPC                           |
| 342951           | 2009 AE44  | 3 jan 2009  | Mount Lemmon    | Mount Lemmon Survey  | —         | MPC                           |
| 342952           | 2009 AD45  | 15 jan 2009 | Kitt Peak       | Spacewatch           | —         | MPC                           |
| 342953           | 2009 AE47  | 1 jan 2009  | Kitt Peak       | Spacewatch           | —         | MPC                           |
| 342954           | 2009 AS48  | 3 jan 2009  | Mount Lemmon    | Mount Lemmon Survey  | Brangane  | MPC                           |
| 342955           | 2009 AN49  | 1 jan 2009  | Kitt Peak       | Spacewatch           | —         | MPC                           |
| 342956           | 2009 AX49  | 15 jan 2009 | Kitt Peak       | Spacewatch           | Brangane  | MPC                           |
| 342957           | 2009 BH    | 17 jan 2009 | Catalina        | CSS                  | —         | MPC                           |
| 342958           | 2009 BL    | 16 jan 2009 | Dauban          | F. Kugel             | —         | MPC                           |
| 342959           | 2009 BM    | 16 jan 2009 | Dauban          | F. Kugel             | —         | MPC                           |
| 342960           | 2009 BP    | 16 jan 2009 | Calar Alto      | F. Hormuth           | Maria     | MPC                           |
| 342961           | 2009 BB1   | 16 jan 2009 | Dauban          | F. Kugel             | —         | MPC                           |
| 342962           | 2009 BU6   | 18 jan 2009 | Socorro         | LINEAR               | —         | MPC                           |
| 342963           | 2009 BY6   | 18 jan 2009 | Socorro         | LINEAR               | —         | MPC                           |
| 342964           | 2009 BF7   | 18 jan 2009 | Socorro         | LINEAR               | —         | MPC                           |
| 342965           | 2009 BG8   | 17 jan 2009 | Socorro         | LINEAR               | Eunomia   | MPC                           |
| 342966           | 2009 BA10  | 18 jan 2009 | Sandlot         | G. Hug               | Brangane  | MPC                           |
| 342967           | 2009 BT10  | 25 jan 2009 | Mayhill         | A. Lowe              | —         | MPC                           |
| 342968           | 2009 BQ13  | 25 jan 2009 | Hibiscus        | N. Teamo             | —         | MPC                           |
| 342969           | 2009 BK15  | 16 jan 2009 | Mount Lemmon    | Mount Lemmon Survey  | —         | MPC                           |
| 342970           | 2009 BY16  | 16 jan 2009 | Kitt Peak       | Spacewatch           | Brangane  | MPC                           |
| 342971           | 2009 BX21  | 17 jan 2009 | Sierra Stars    | W. G. Dillon         | —         | MPC                           |
| 342972           | 2009 BE24  | 17 jan 2009 | Kitt Peak       | Spacewatch           | —         | MPC                           |
| 342973           | 2009 BH24  | 17 jan 2009 | Kitt Peak       | Spacewatch           | —         | MPC                           |
| 342974           | 2009 BW25  | 16 jan 2009 | Kitt Peak       | Spacewatch           | —         | MPC                           |
| 342975           | 2009 BV27  | 16 jan 2009 | Kitt Peak       | Spacewatch           | —         | MPC                           |
| 342976           | 2009 BO36  | 16 jan 2009 | Kitt Peak       | Spacewatch           | —         | MPC                           |
| 342977           | 2009 BU39  | 16 jan 2009 | Kitt Peak       | Spacewatch           | Brangane  | MPC                           |
| 342978           | 2009 BQ40  | 16 jan 2009 | Kitt Peak       | Spacewatch           | —         | MPC                           |
| 342979           | 2009 BK42  | 16 jan 2009 | Kitt Peak       | Spacewatch           | —         | MPC                           |
| 342980           | 2009 BN42  | 16 jan 2009 | Kitt Peak       | Spacewatch           | —         | MPC                           |
| 342981           | 2009 BJ43  | 16 jan 2009 | Kitt Peak       | Spacewatch           | —         | MPC                           |
| 342982           | 2009 BV45  | 16 jan 2009 | Kitt Peak       | Spacewatch           | —         | MPC                           |
| 342983           | 2009 BN46  | 16 jan 2009 | Kitt Peak       | Spacewatch           | —         | MPC                           |
| 342984           | 2009 BM47  | 16 jan 2009 | Kitt Peak       | Spacewatch           | —         | MPC                           |
| 342985           | 2009 BY48  | 16 jan 2009 | Mount Lemmon    | Mount Lemmon Survey  | —         | MPC                           |
| 342986           | 2009 BN49  | 16 jan 2009 | Mount Lemmon    | Mount Lemmon Survey  | —         | MPC                           |
| 342987           | 2009 BL50  | 16 jan 2009 | Mount Lemmon    | Mount Lemmon Survey  | Eos       | MPC                           |
| 342988           | 2009 BT51  | 16 jan 2009 | Mount Lemmon    | Mount Lemmon Survey  | —         | MPC                           |
| 342989           | 2009 BL52  | 16 jan 2009 | Kitt Peak       | Spacewatch           | —         | MPC                           |
| 342990           | 2009 BP54  | 16 jan 2009 | Mount Lemmon    | Mount Lemmon Survey  | —         | MPC                           |
| 342991           | 2009 BU54  | 16 jan 2009 | Mount Lemmon    | Mount Lemmon Survey  | —         | MPC                           |
| 342992           | 2009 BA58  | 20 jan 2009 | Kitt Peak       | Spacewatch           | —         | MPC                           |
| 342993           | 2009 BW60  | 17 jan 2009 | La Sagra        | Mallorca Obs.        | —         | MPC                           |
| 342994           | 2009 BC62  | 18 jan 2009 | Mount Lemmon    | Mount Lemmon Survey  | Brangane  | MPC                           |
| 342995           | 2009 BB65  | 20 jan 2009 | Kitt Peak       | Spacewatch           | —         | MPC                           |
| 342996           | 2009 BN68  | 23 jan 2009 | Purple Mountain | PMO NEO              | —         | MPC                           |
| 342997           | 2009 BB69  | 25 jan 2009 | Kitt Peak       | Spacewatch           | —         | MPC                           |
| 342998           | 2009 BF71  | 26 jan 2009 | Purple Mountain | PMO NEO              | —         | MPC                           |
| 342999           | 2009 BP72  | 28 jan 2009 | Dauban          | F. Kugel             | Ursula    | MPC                           |
| 343000 Ijontichy | 2009 BH73  | 29 jan 2009 | Taunus          | E. Schwab, U. Zimmer | —         | MPC                           |